# Roermond (stad)
Roermond (uitspraakⓘ; Limburgs: Remunj; Duits (verouderd): Rurmund) is een stad in de Nederlandse provincie Limburg. De stad is de zetel van het bisdom Roermond en is de stedelijke kern van de gelijknamige gemeente Roermond. De gemeente had op 22 november 2024 een inwoneraantal van 60.743. Roermond ligt aan de samenvloeiing van de Roer en de Maas. Samen met de stad Weert vormt Roermond de ontwikkelas van de regio Midden-Limburg.
Roermond was in de late middeleeuwen een Hanzestad, en een van de vier hoofdsteden van het oude hertogdom Gelre, tweede in omvang en grootste qua handel.

## Naam
Roermond werd in 1130 Ruregemunde genoemd. Het eerste woorddeel verwijst naar de rivier de Roer, die genoemd zou zijn naar een Keltisch-Germaanse watergodin "Rura". Het tweede woorddeel lijkt te verwijzen naar de "monding" van de Roer, maar dit is minder waarschijnlijk aangezien de Roer en de Maas tot ±1340 aan de Weerd samenkwamen. Daarna brak de Maas ter hoogte van Beegden door haar oevers en werd de Hambeek, 1 km ten zuidwesten van Roermond, een tweede uitmonding van de Roer in de Maas, waardoor aldus een deltamonding ontstond. Andere verklaringen, nl. dat "monde" zou verwijzen naar een (eventueel versterkte) heuvel, een brug of een Frankische burcht zijn evenmin zeker.

## Geschiedenis

### Middeleeuwen

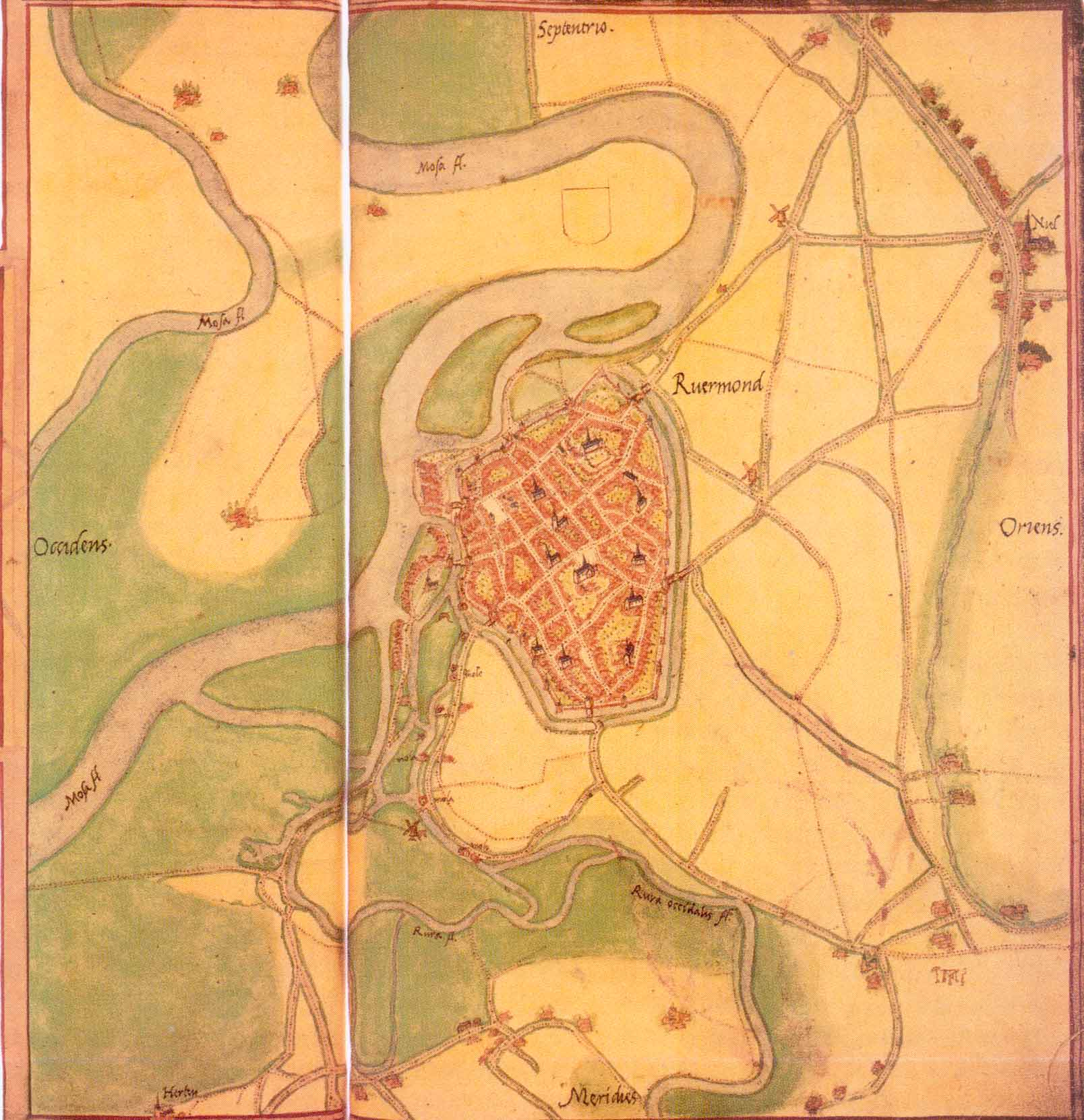
Kaart van Roermond en omgeving door Jacob van Deventer, eind 16e eeuw

Een in 1968 gevonden Romeinse offersteen wijst op bewoning van de plaats waar nu Roermond ligt in de 3e eeuw. Later ontstond een nederzetting op de zogeheten Christoffelberg of Buitenop, een hoogte ten westen van de huidige Sint-Christoffelkathedraal. Tussen twee Roerarmen ontstond een versterking, ten zuidoosten daarvan een handelsnederzetting.
In 1130 werd voor het eerst schriftelijk gewag gemaakt van Ruremunde, en in de 12e eeuw was er al sprake van een primitieve aarden versterking. In 1213 werd de plaats echter verwoest door keizer Otto IV tijdens zijn strijd tegen de Hohenstaufen. Roermond kwam te behoren tot Opper-Gelre. Swalmen en delen van Dalenbroek horen nu bij de gemeente Roermond, maar maakten indertijd deel uit van het naburige hertogdom Gulik. Tussen de huidige Swalmer-, Bethlehem-, Dionisius-, Lelie- en Paredisstraat werd de herbouw aangepakt en in 1218 werd de Munsterabdij gesticht. In 1232 verkreeg de plaats stadsrechten van graaf Otto II en werd de eerste ommuring aangebracht, waarbij de Christoffelberg buiten de muren kwam te liggen. In 1342 werd de bedding van de Maas verlegd, en deze kwam dichter bij de stad te lopen. De Voorstad Sint-Jacob ontstond tussen Maas en Roer, en aan een Roerarm ontstonden twee dubbele watermolens. Een tweede ommuring kwam midden 14e eeuw tot stand. De Munsterabdij, het in 1317 gestichte Minderbroedersklooster, het in 1376 gestichte Kartuizerklooster en het Begijnhof van 1388 kwamen binnen de ommuring te liggen. De Christoffelberg werd 1388 afgegraven omdat deze slecht te verdedigen bleek. De daar gelegen Sint-Christoffelkerk werd gesloopt en verplaatst naar binnen de ommuring.
Roermond werd in 1547 de hoofdstad van Opper-Gelre. Dankzij de scheepvaart op de Maas kon de stad in 1441 lid worden van de Hanze. Bovendien verwierf ze in 1472 het muntrecht. Opper-Gelre viel in 1543 aan de Habsburgse Nederlanden, aan het einde van de Gelderse Oorlogen. Niet veel later werd de stad getroffen door de stadsbrand van 1554. In 1559 kreeg de stad een bisschopszetel. De Heilige Geestkerk, in de 13e eeuw gebouwd, werd kathedraal. In 1661 werd overigens de Sint-Christoffelkerk tot kathedraal verheven, terwijl de Heilige Geestkerk in 1821 werd gesloopt.

### Tachtigjarige Oorlog tot de Franse tijd

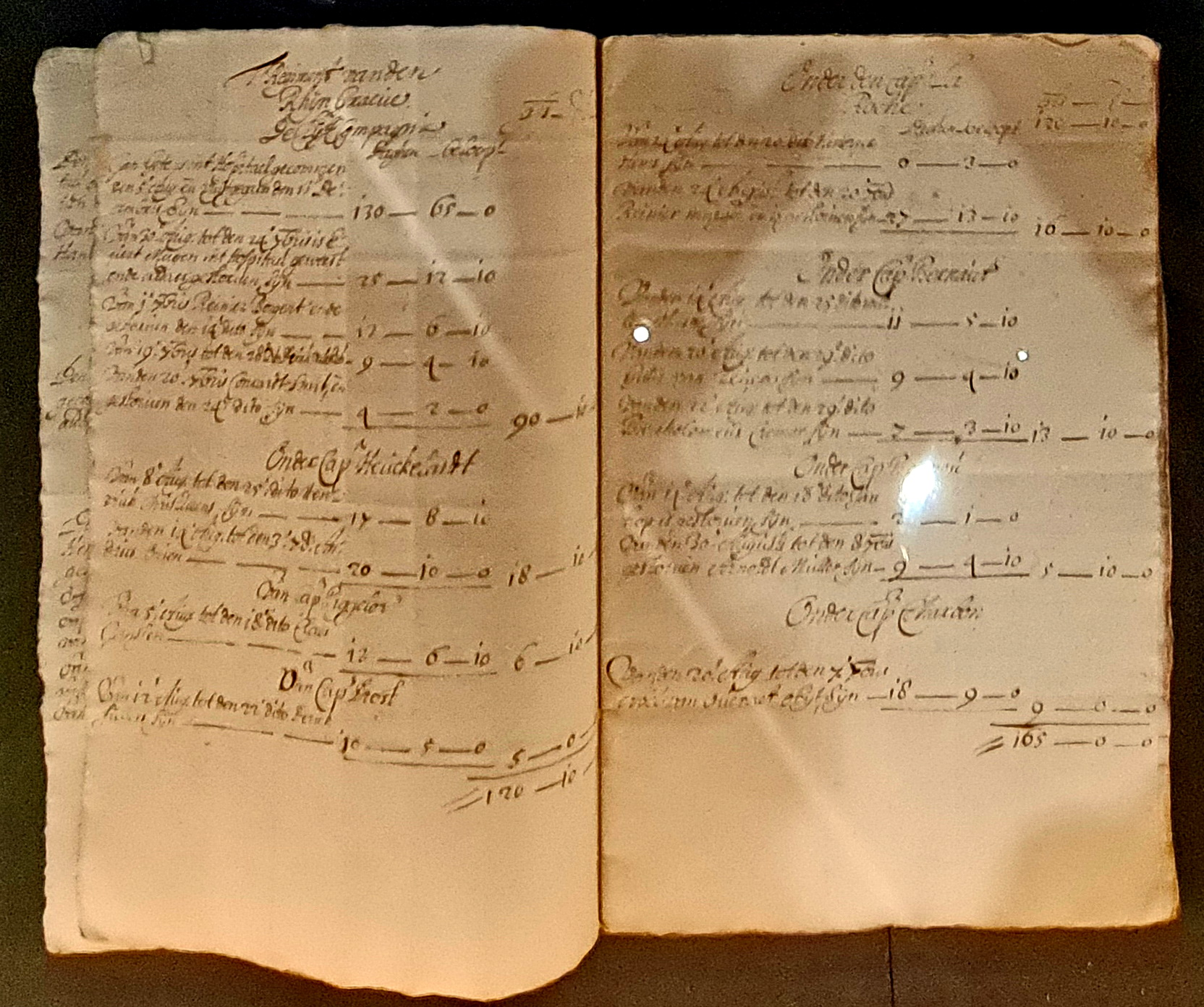
Overzicht van in het hospitaal te Roermond opgenomen zieke en gewonde soldaten uit het leger van stadhouder Willem III, 1676

De stad nam geen deel aan de Nederlandse Opstand. Aan het begin van de Tachtigjarige Oorlog arriveerde Willem van Oranje en veroverde Roermond in juli 1572, om de stad weer achter te laten in oktober. Tijdens deze bezetting werd door de soldaten van Willem van Oranje een bloedbad aangericht in het Kartuizerklooster, zie: Martelaren van Roermond. Hierna liet de bevolking Don Frederik zonder verzet zijn intrede doen.
Rond 1613 werden te Roermond 64 van hekserij beschuldigde personen verbrand. Gedurende een maand werden er elke dag twee heksen verbrand.
De Staatse legers beroerden de regio daarna niet meer, tot de Veldtocht langs de Maas van 1632 waarbij de Republiek met gemak Roermond innam. Stadhouder Ernst Casimir van Nassau-Dietz werd tijdens het beleg gedood, toen bij het inspecteren van de loopgraven een musketschot hem in het hoofd trof.
Enkele jaren later werd Roermond heroverd door de Spanjaarden. De stadsbrand van 1665 legde opnieuw het grootste deel van de stad in de as, maar herbouw volgde spoedig. Het bleef daarna Spaans tot aan de Spaanse Successieoorlog, waarbij Opper-Gelre in 1702 ingenomen werd door Franse troepen, maar daarna nog tot 1716 onder Staats bestuur viel. Door de Vrede van Utrecht (1713) en het nieuwe Barrièretraktaat keerde Roermond terug naar de Zuidelijke Nederlanden die nu in handen kwamen van het aartshertogdom Oostenrijk; het werd toen de hoofdplaats van Oostenrijks-Gelre. Na 1783, onder Keizer Jozef II, werden de kloosters gesloten en werd een begin gemaakt met de sloop van de stadsmuren.

### Franse tijd en industrialisatie
De Eerste Franse Republiek had de stad in 1792-1793 enkele maanden in handen, onder leiding van Francisco de Miranda. De stad was definitief Frans van 1794 tot 1814, en behoorde toen tot het departement Nedermaas. De laatste van de vele kloosters in de stad werden in deze periode opgeheven. In 1801 werd ook het bisdom opgeheven. Na de verdrijving van de Franse troepen werd Roermond in 1815 overgedragen aan het nieuwe Verenigd Koninkrijk der Nederlanden. Het werd toen de hoofdplaats van één der drie arrondissementen van de nieuwe provincie Limburg. Bij het uiteenvallen van de jonge staat in 1830 bleef Roermond (als voor de Franse Tijd) Belgisch. Het Verdrag van Londen (1839) maakte Roermond een Nederlandse stad. Tevens bleef het tot 1867 lid van de Duitse Bond.
In 1853 werd het bisdom Roermond opnieuw ingesteld. Roermond werd een kerkelijk centrum waar ook tal van ateliers actief waren die kerkelijke kunstnijverheid vervaardigden. De spoorlijn Venlo-Maastricht van 1865, de Maasbrug van 1867 en de IJzeren Rijn van 1879 zorgden voor economische opbloei en enige industrialisatie. Einde 19e eeuw werd de omwalling geslecht, werd er gebouwd langs de singels en werd de Hamstraat belangrijk als winkelstraat. Na 1914 kwam de woonwijk Roermondse Veld, ten oosten van het station, ontwikkeld en in de jaren 30 volgde de villawijk Roerzicht ten zuiden van de oude stad.
In 1919 kreeg Roermond het eerste Nederlandse vrouwelijke raadslid, Mathilde Haan.

### Na 1940

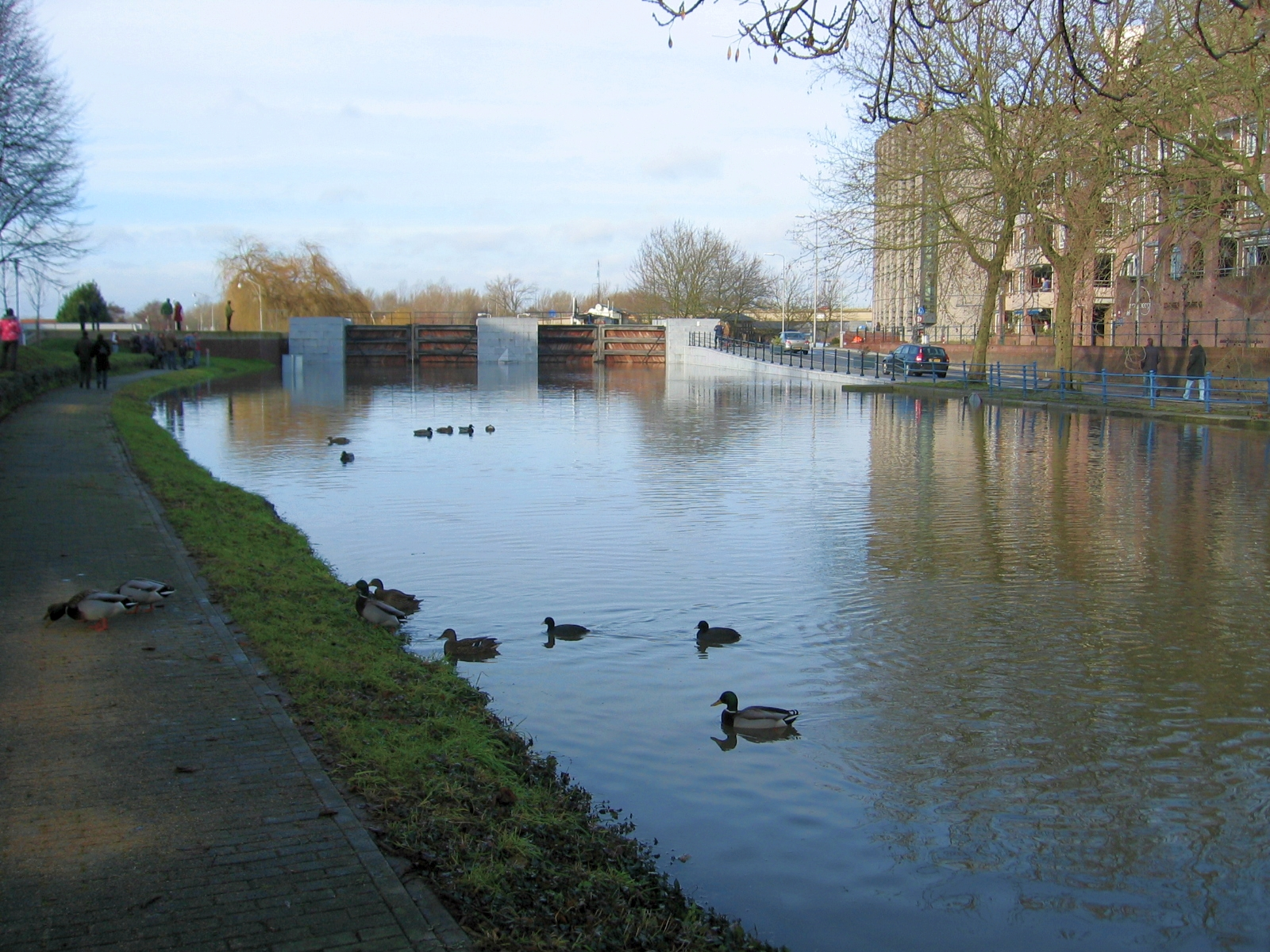
Hoogwaterkering in de Roer.

Tegen het einde van de Tweede Wereldoorlog lag Roermond enkele maanden in de frontlijn. De westoever van de Maas was al op 14 november 1944 bevrijd door de verovering van de sluis bij Panheel, en van daaruit werd de stad met artillerie beschoten. De bevolking werd geëvacueerd en de toren van de kathedraal werd door de Duitse bezetter opgeblazen. De stad werd bevrijd op 1 maart 1945 door soldaten van het 9e Amerikaanse Leger onder leiding van generaal-majoor John B. Anderson tijdens de Operatie Grenade.
Na de Tweede Wereldoorlog werd de gemeente uitgebreid met het grondgebied van Maasniel en Herten. De opkomst van de textielindustrie (onder anderen Van de Kimmenade) maakte (tijdelijk) een einde aan de werkloosheid die hier na de Tweede Wereldoorlog heerste. De inmiddels tot een middelgrote stad uitgegroeide plaats kreeg in 1993 en 1995 te maken met overstromingen, waarbij delen van de bevolking werden geëvacueerd.
Ten gevolge van de Tweede Wereldoorlog had zo'n 90% van de bebouwing in Roermond schade opgelopen. Onder de algemene leus die in Nederland heerste, "Nederland zal herrijzen", begon de stad aan de herstelwerkzaamheden. Een belangrijke gebeurtenis was het gereedkomen van de tunnel onder het spoor in 1956, waarmee het centrum van de stad met de nieuwe, oostelijk gelegen wijken werd verbonden. Een van die wijken was het Roermondse Veld, en later ontstonden ook de Kemp (zuidoosten) en de villawijk Roer (zuidwesten). Deze grootschalige wijken zorgden voor een snelle bevolkingsgroei, maar hadden als keerzijde dat de aan woningbouw toegekende grond van de gemeente spoedig was volgebouwd. Ook werd in deze periode begonnen met de bouw van de 176-meter hoge radio-TV toren, deze kwam in 1964 gereed (in 2007 ingekort tot 156 m). Met de annexatie van Maasniel in 1959 kreeg de stad nieuwe grond, die zich uitstrekte tot aan de grens met Duitsland; de nieuwe gemeentegrens werd tevens Rijksgrens. Dat de plattelandsgemeente Maasniel bij het stedelijke Roermond werd gevoegd vormde in 1959 de eerste grote herindeling in Nederlands Limburg. De kwestie Maasniel geeft een doorkijk op de ontwikkeling van stad-land relaties in Midden-Limburg.
De groei zette zich voort in de aanleg van een tweetal grote industrieterreinen: in het noorden openden Prinses Beatrix en Prins Claus in 1967 de Willem-Alexanderhaven, genoemd naar hun zoon, omdat het de eerste officiële handeling was die ze na zijn geboorte verrichtten. In het zuidoosten werd het 450 ha grote industrieterrein Heide (nu beter bekend als Heide-Roerstreek) aangelegd, in samenwerking met vier andere Roerstreekgemeenten. Omdat de industriële ontwikkeling gelijk zou moeten lopen met de woningbouw, werd begonnen met de aanleg van de Donderberg. Deze wijk, die op grondgebied van de voormalige gemeente Maasniel werd gebouwd, bestond uit een vijftal grote flats, die samen met de omliggende laagbouw 13.000 bewoners huisvesten. Deze flats waren de eerste hoogbouwprojecten van Roermond. Ook de aanleg van de N280 tussen Roermond en Baexem en de komst van Hema en V&D zorgden voor een impuls in de stad
Met de fusie van Herten in 1991, kreeg Roermond nieuwe uitbreidingsmogelijkheden. Het van oorsprong kleine dorp groeide in 15 jaar uit tot een volwaardig stadsdeel en zal na de voltooiing van de wijk Oolderveste (900 woningen) nagenoeg zijn volgebouwd. De Maasplassen leggen de stad beperkingen op wat betreft uitbreiding in het westen en nu richt de stad zich momenteel op het oostelijk gebied. Men begon de bouw van Tegelarijeveld Oost (200 woningen), waarmee de eerste aanzet tot een dergelijke uitbreiding begon. De stad aast verder al lange tijd op het Leropperveld, een grootschalig natuurgebied tussen Roermond en Lerop, waar ruimte is voor woningbouw. Weerstand van de gemeente Roerdalen, natuurbeschermingsgroepen en politieke belemmeringen zorgden ervoor dat een woningbouwplan (maximaal 3100 woningen) hier voorlopig van de baan is. Verder krijgt de kern Asenray er 2 buurten bij. Een wijk met 251 woningen en een (vedische) wijk met 71 woningen
In de stad zelf bouwde Roermond op een aantal locaties de hoogte in: Ernst Casimirtoren (44 meter), Kazernevoorterrein (45 meter), de omstreden woontoren Toerist (40 meter) en Natalinitoren (61 meter) zijn enkele hoogbouwprojecten die tot 2011 werden gerealiseerd. Er bestaan plannen om het stationsgebied opnieuw in te richten. Voorts is de bouw gestart van woon/cultuurwijk Roerdelta (totaal 770 woningen), Jazz City, Neeldervelt en Sjtadshaof. In 2017 kwam de grote verbouwing van het Laurentius ziekenhuis gereed.

## Topografie

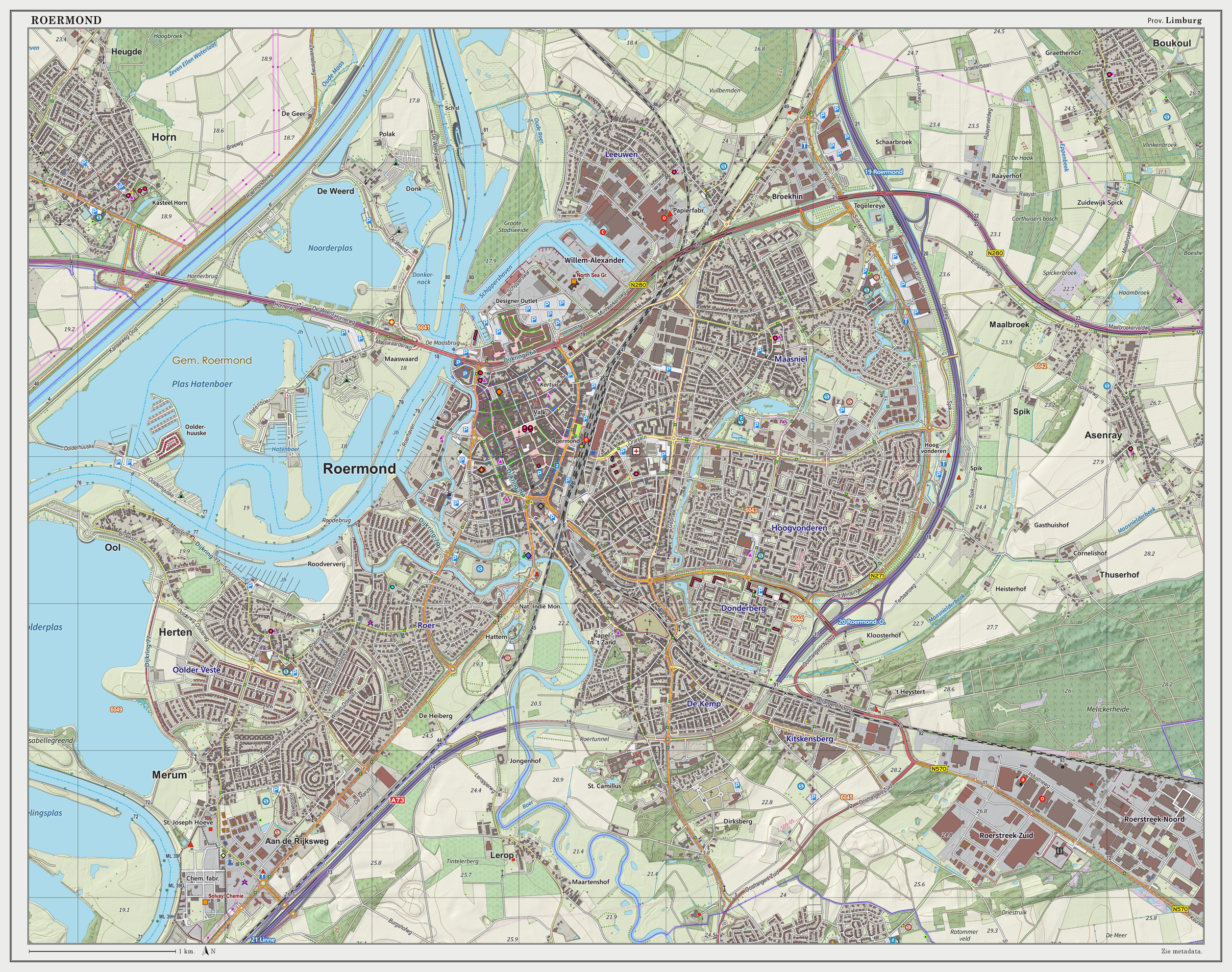
Topografisch kaartbeeld van de woonplaats Roermond, december 2014
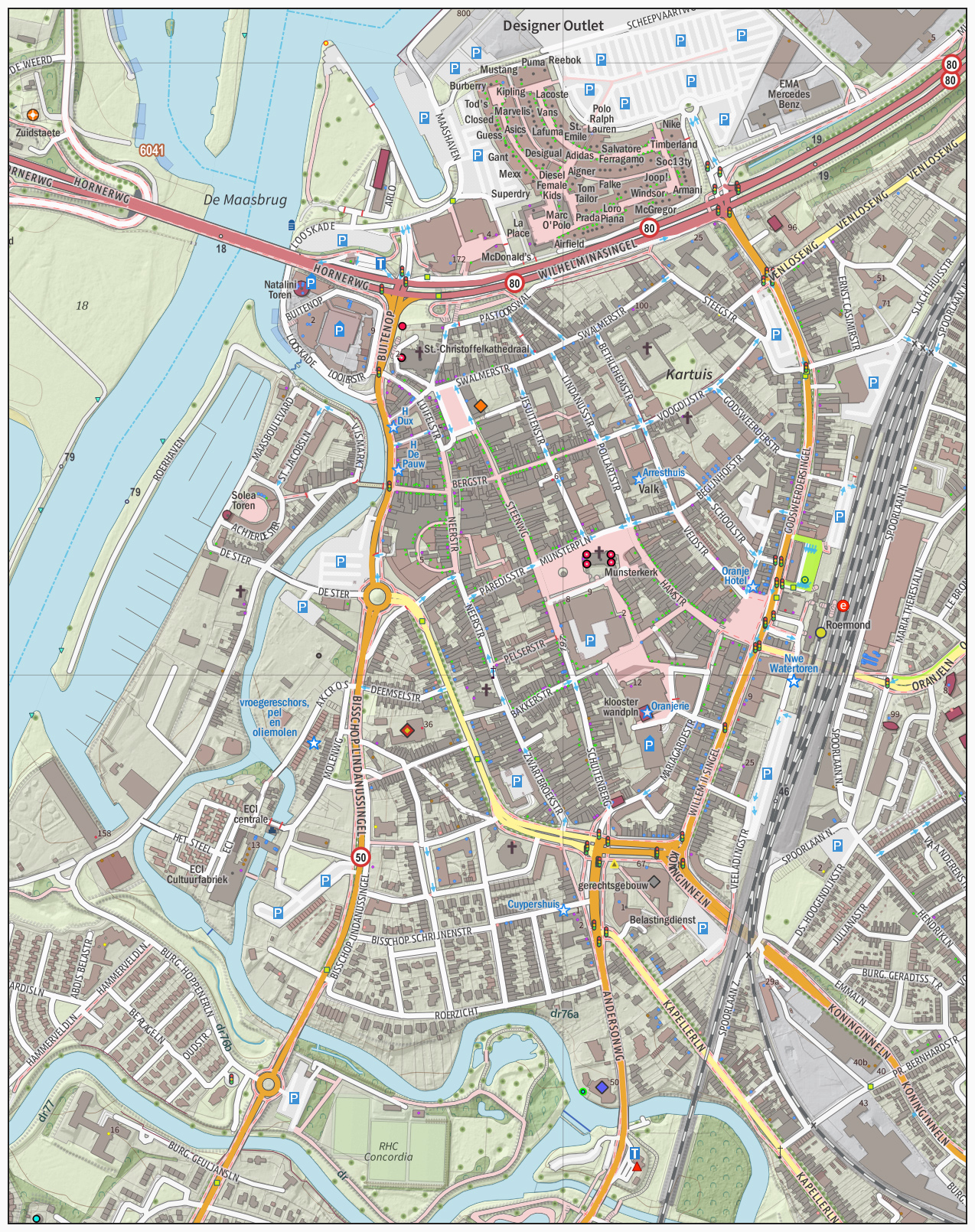
Kaart van het oude centrum van Roermond

### Fotogalerij

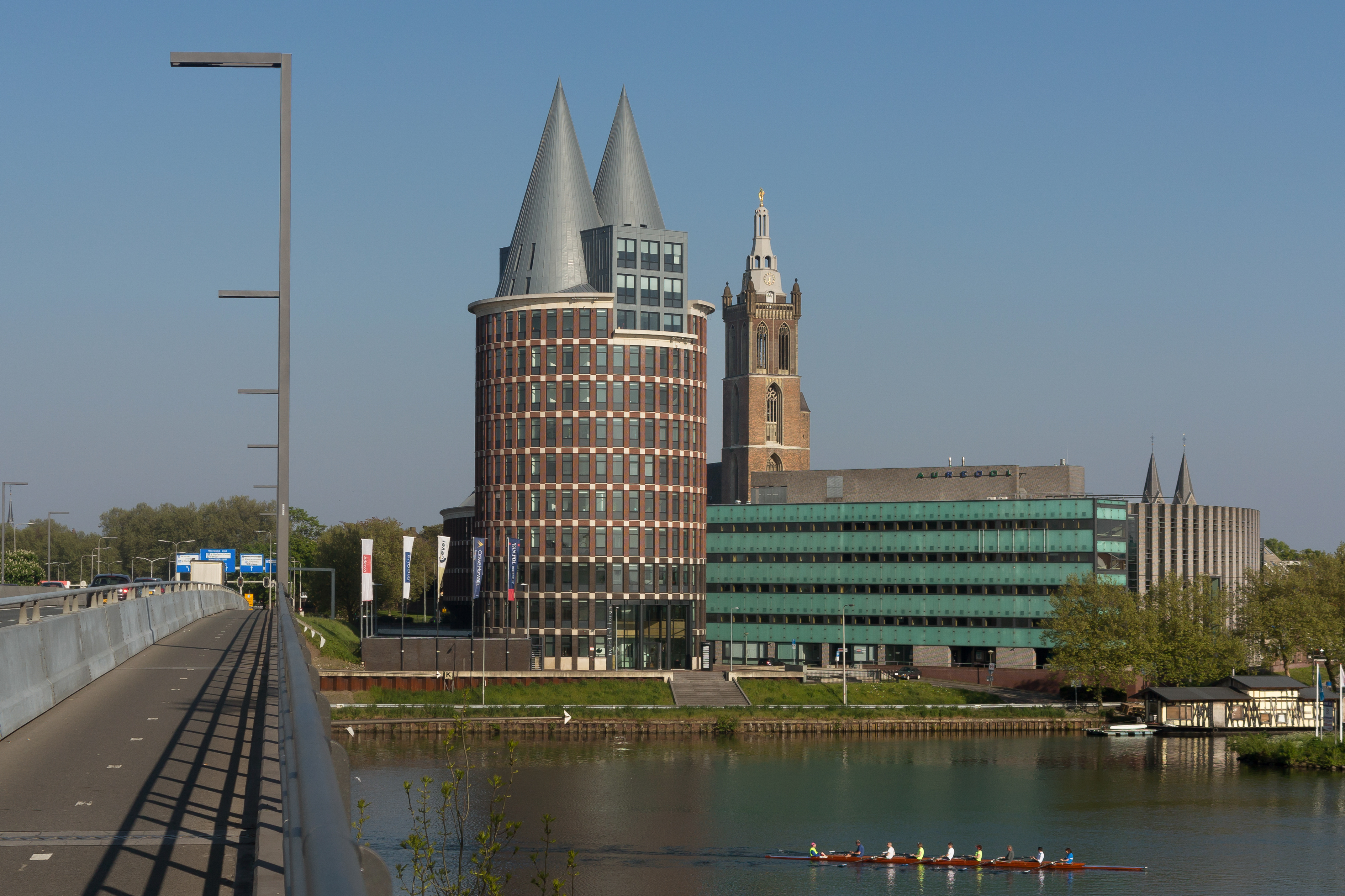
De Natalinitoren en de Sint-Christoffelkathedraal
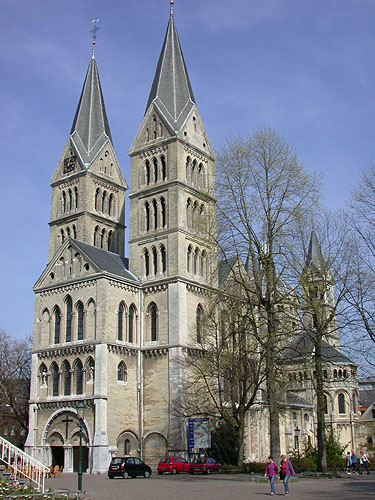
De Munsterkerk, Munsterplein
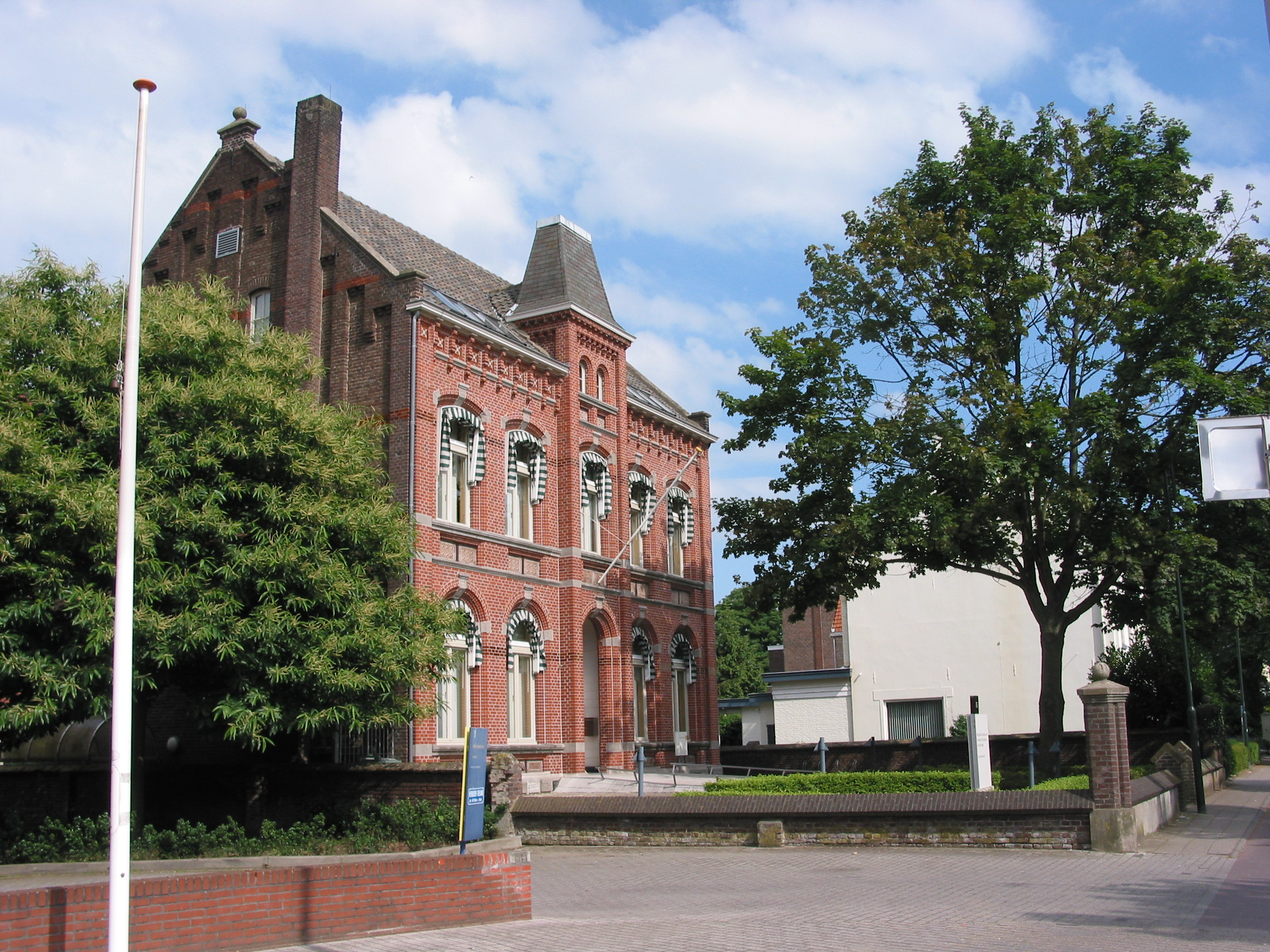
Ned. Inst. voor Forensische Psychiatrie en Psychologie
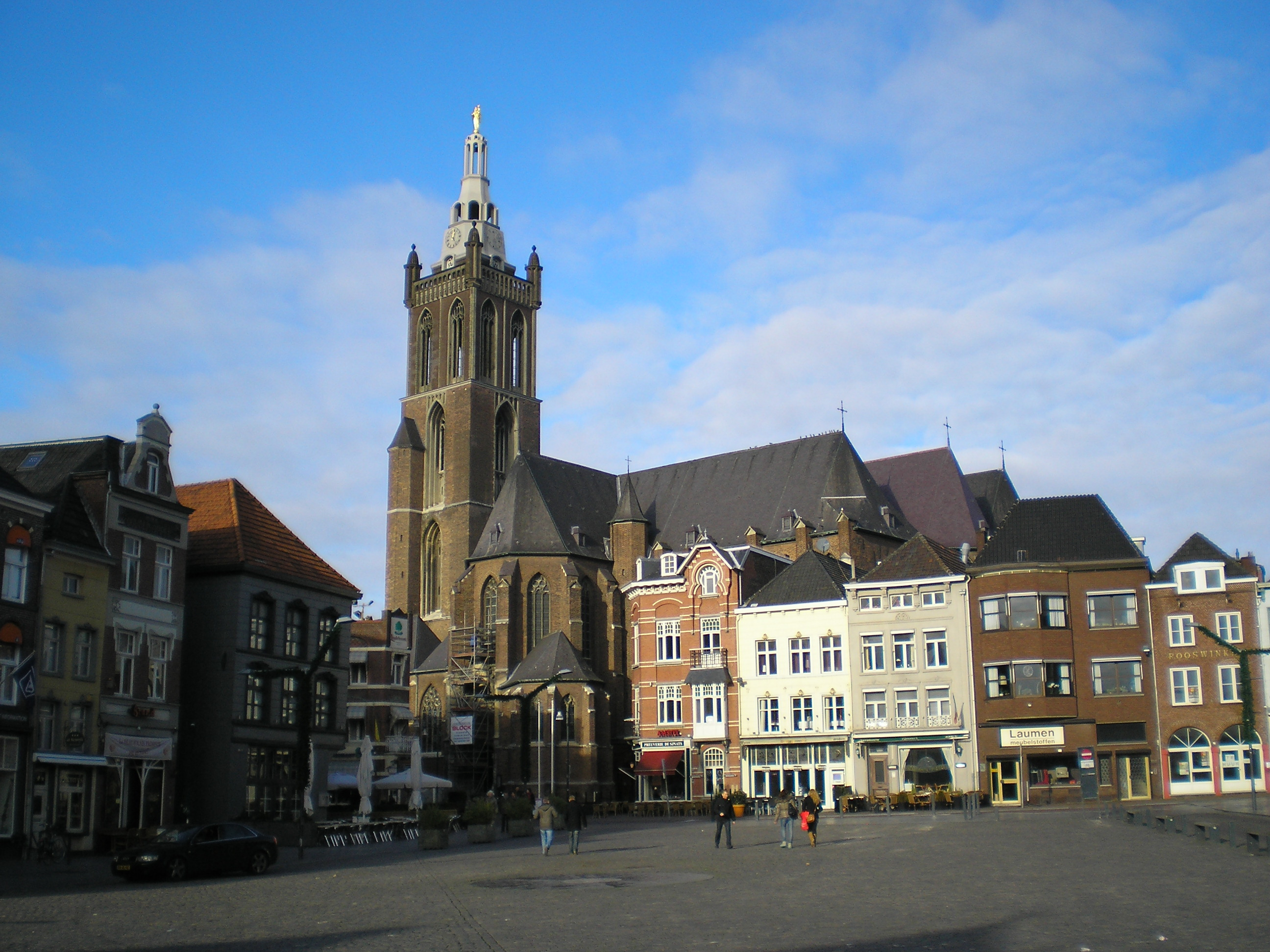
De Sint-Christoffelkathedraal, Grote Kerkstraat 26
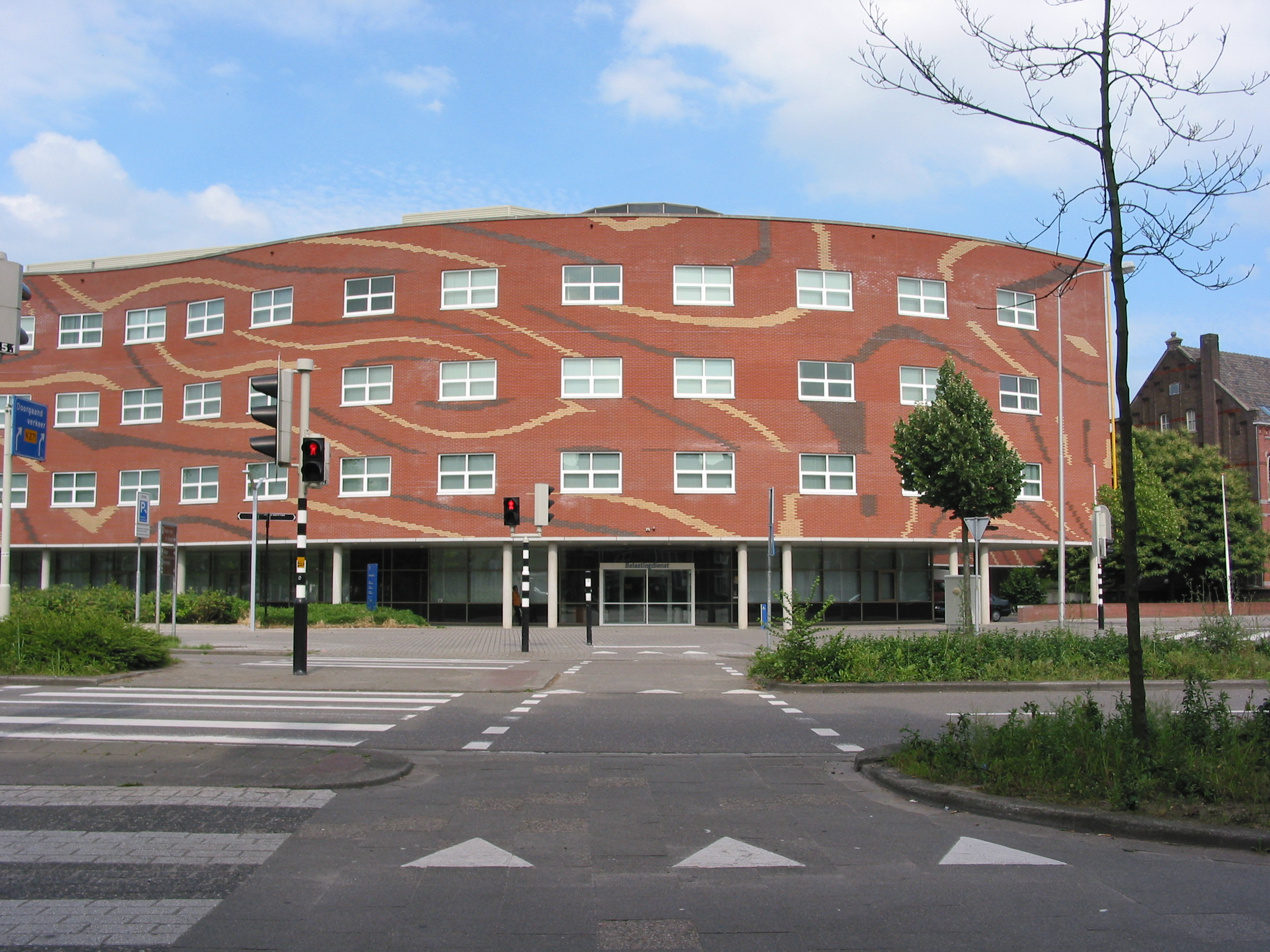
Voormalig pand van de Belastingdienst, Kapellerpoort 1
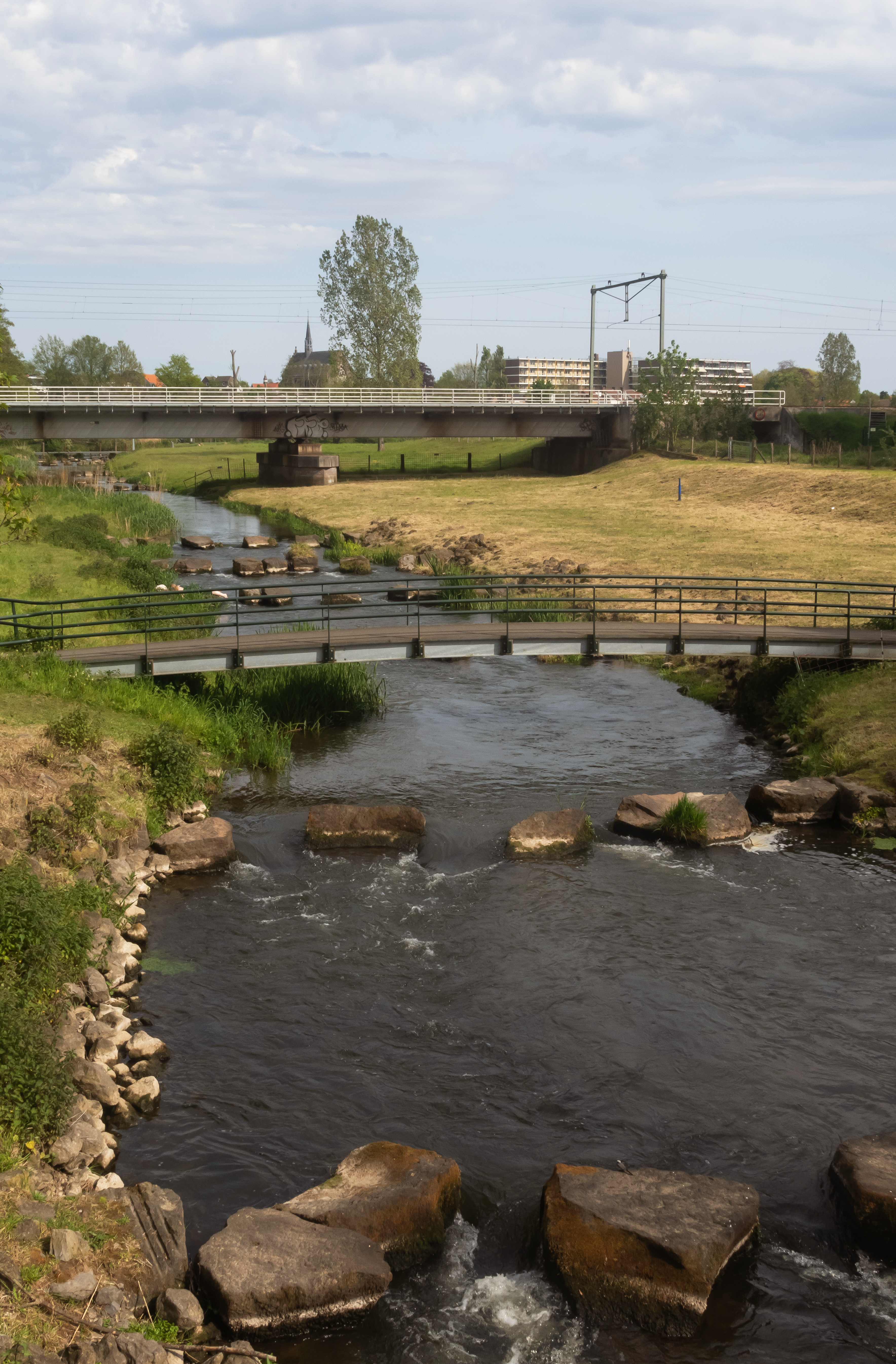
De Hambeek in Roermond
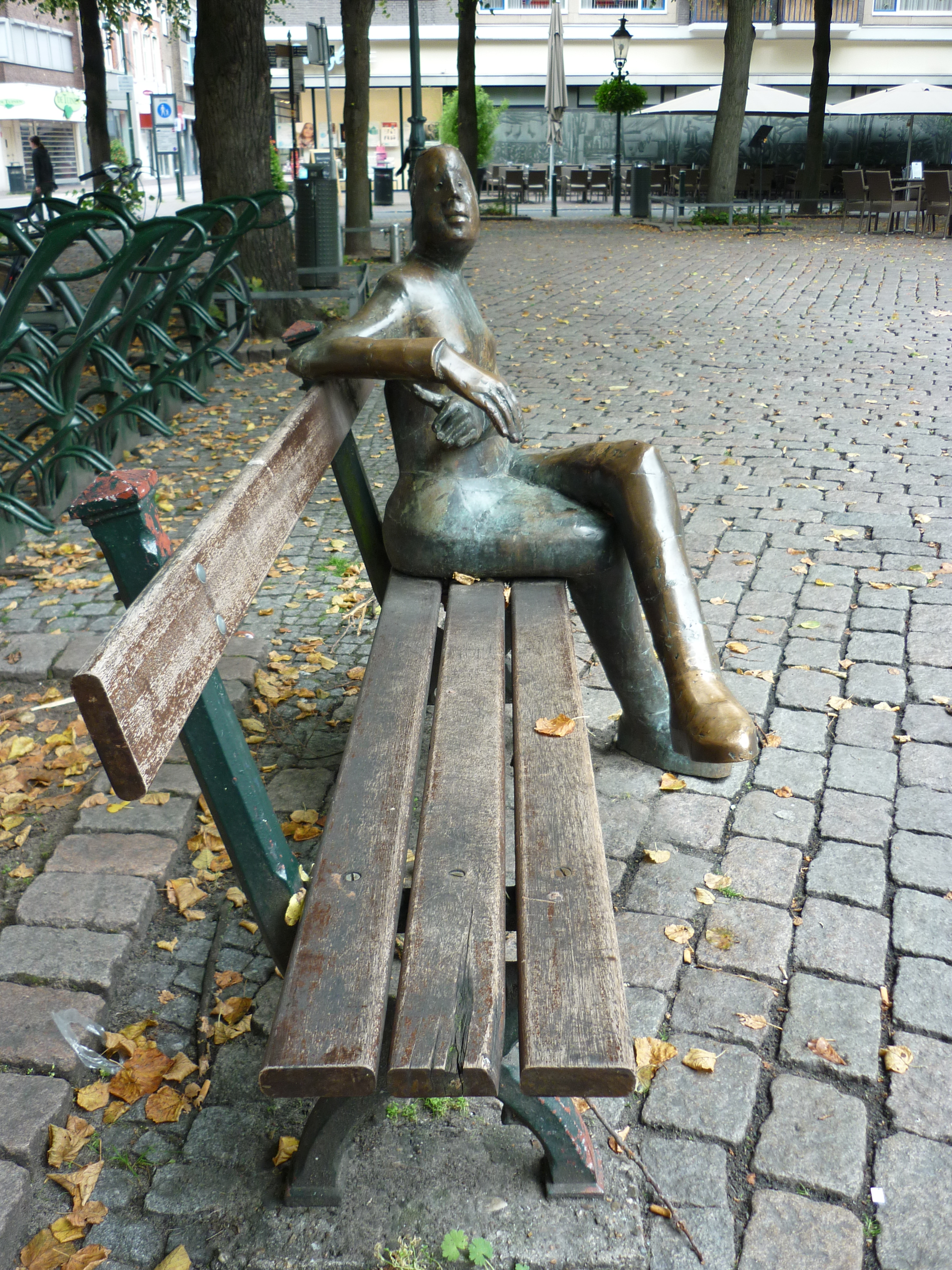
Standbeeld in Munsterplein
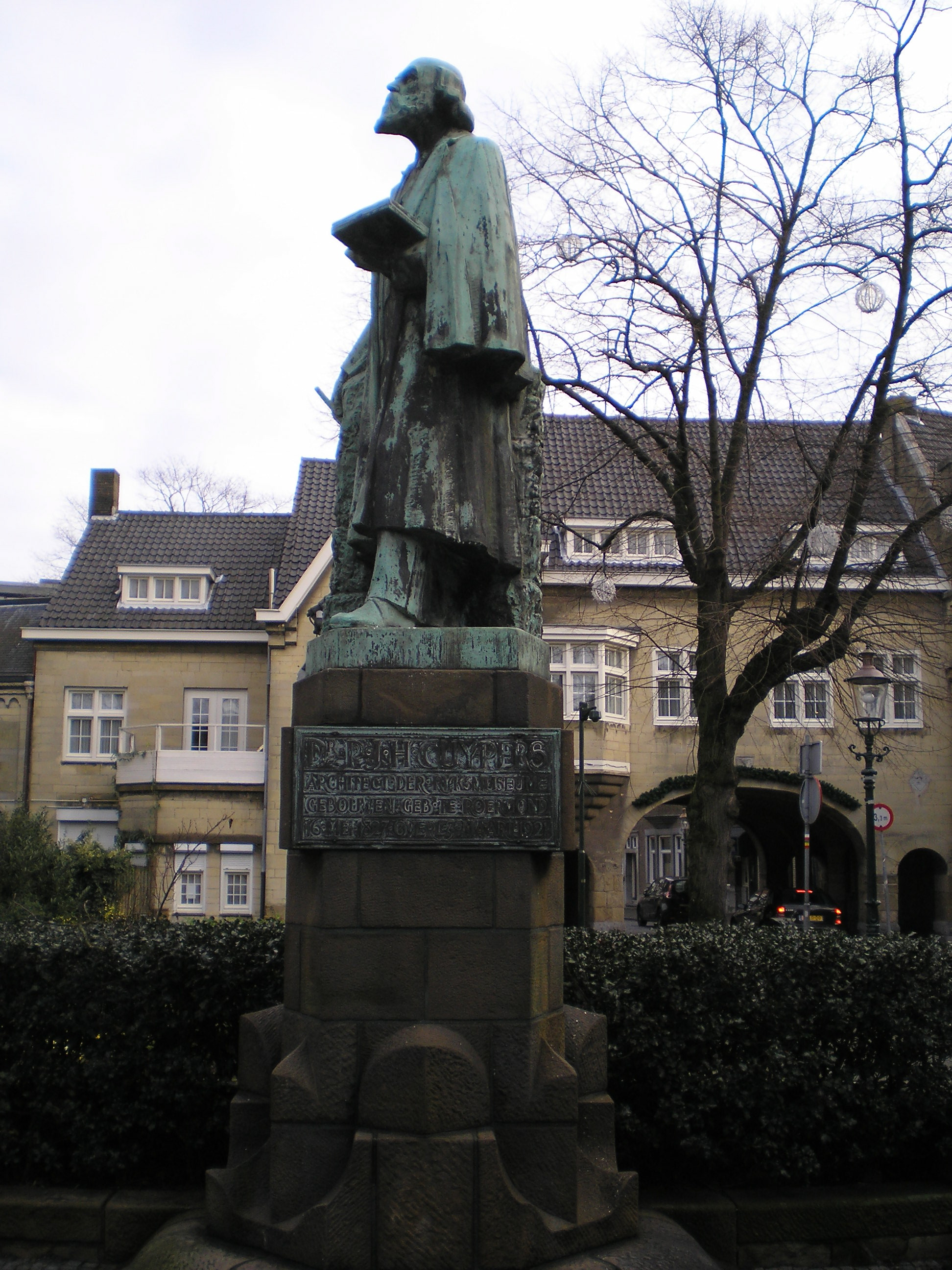
Standbeeld Pierre Cuypers, Munsterplein
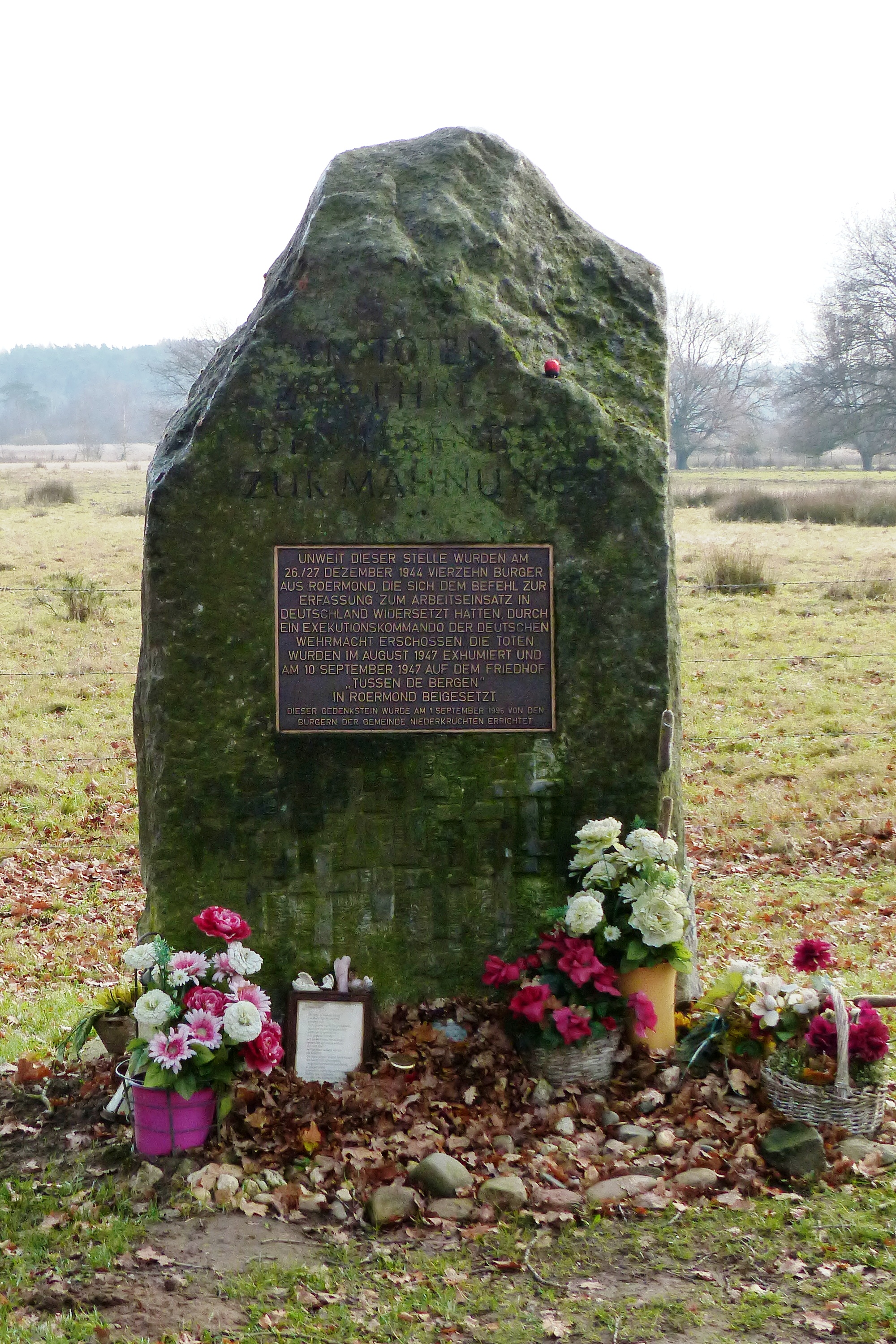
Gedenksteen voor 14 in 1944 gedode burgers van Roermond
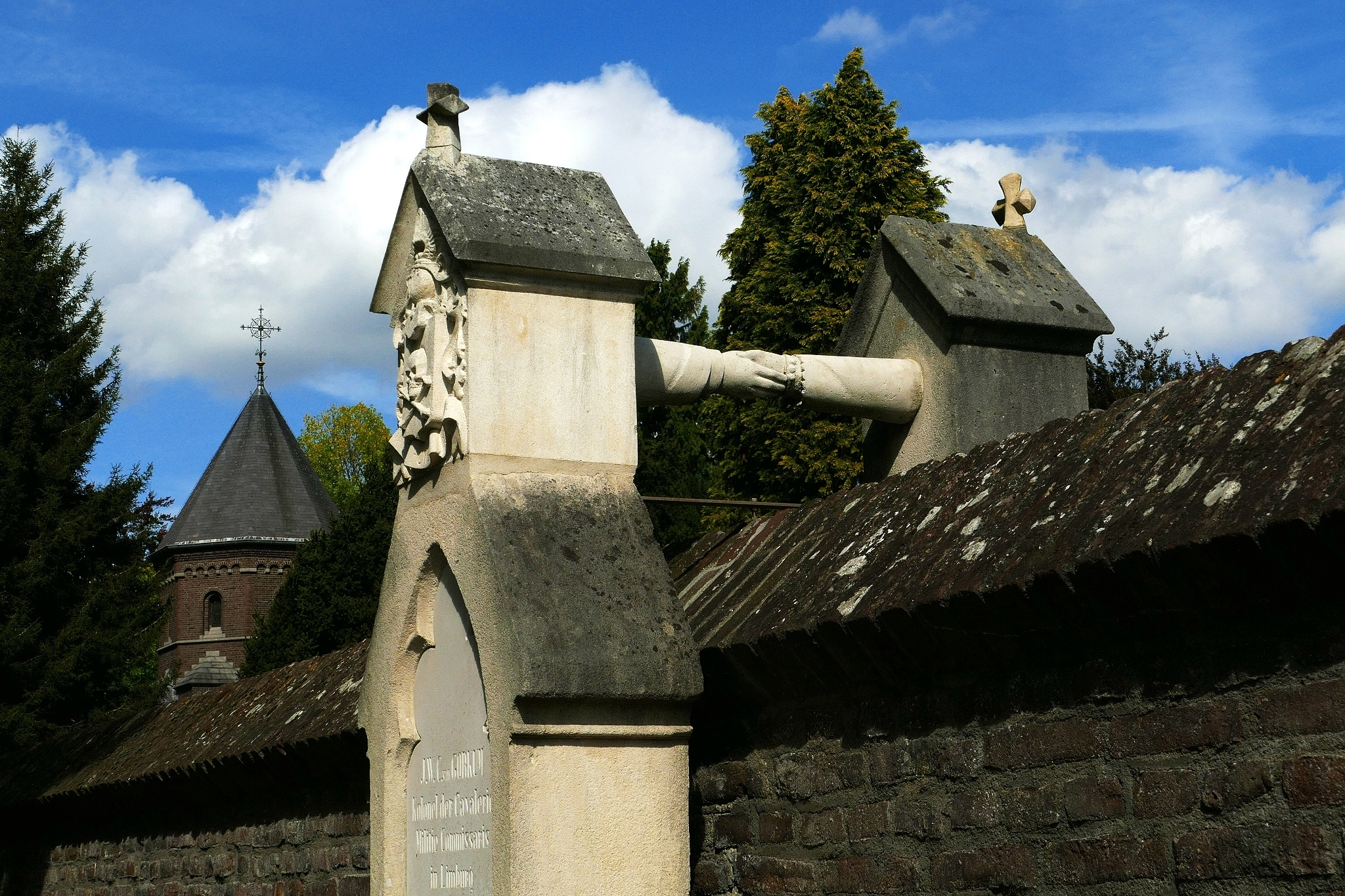
Graf met de handjes op het Oude Kerkhof

## Meer recente gebeurtenissen

#### De aanslag door de IRA op de markt in Roermond
Vier Australische toeristen werden op 27 mei 1990 op de markt in Roermond onder vuur genomen, terwijl zij foto's maakten van het stadhuis. Twee van hen, de 24-jarige Stephen Melrose en de 28-jarige Nicholas Spanos, vonden de dood. Later bleek het om een vergissing te gaan. Een dag later verklaarde het Noord-Ierse bevrijdingsleger IRA, dat zij het gemunt hadden op Britse militairen die in Duitsland, vlak bij Roermond, gelegerd waren.

#### Aardbevingen
In de vroege ochtend van 13 april 1992 werden om 03:20 uur veel Nederlanders opgeschrikt door een krachtige aardbeving. Het epicentrum lag enige kilometers ten zuidoosten van Roermond in Sint Odiliënberg. De aardbeving had een sterkte van 5,8 op de Schaal van Richter. De aardbeving werd gevoeld tot in België, Tsjechië, Zwitserland, Frankrijk en het Verenigd Koninkrijk en is voor zover bekend de sterkste die ooit in Nederland is waargenomen (in elk geval tot 2021). In het gebied tussen Roermond, Maaseik en Heinsberg is aanzienlijke schade aangericht met een intensiteit van ruim VII op de 12-delige Schaal van Mercalli. In het landschap traden landafschuivingen, oeververzakkingen en zandfonteinen op. Dergelijke verschijnselen ontstaan door het trillen van de met water verzadigde bodem. De schade aan gebouwen bleef beperkt omdat de aardbeving ongeveer op een diepte van 17 kilometer optrad.
Andere (lichte) aardbevingen bij Roermond waren de beving van 17 februari 2001 om 01.54 uur met een sterkte van 2,7 en de beving van dinsdag 28 november 2006 om 10.15 uur met een sterkte van 2,5 op de schaal van Richter. De beving van 2 september 2008 vond vlak voor 02.00 uur plaats en had een kracht van 2 op de schaal van Richter. Het epicentrum lag ten noorden van de Duitse grensplaats Gangelt ter hoogte van Koningsbosch. De aardbeving, die geen schade aanrichtte, vond plaats op een diepte van 15,8 kilometer in de Peelrandbreuk.
Op 20 januari 2013 vond een beving in Midden-Limburg plaats. Die werd onder meer gevoeld in Vlodrop, Haelen en Roermond, maar ook in Helden en Susteren. De beving was enkele minuten voor half acht en duurde een paar seconden. Het epicentrum lag volgens het European-Mediterranean Seismological Centre op vier kilometer van Maasbracht, op een diepte van 8 kilometer. De beving had een sterkte van 3,4 op de schaal van Richter. Het KNMI meldde dat de aardbeving een kracht van 3,1 had en dat het epicentrum bij Sint Joost lag, op een diepte van ruim 23 kilometer.

## Roermonds volkslied
Roermond heeft een eigen volkslied. Het werd gecomponeerd door dirigent Henri Tijssen en ging op 15 december 1912 in première. Het eerste couplet gaat als volgt:
Waar ’t gouden beeld in ’t zonlicht staat
Op hoogen torentrans
De Maas met Roer verenigd gaat
In lichten golvendans
Hoera, daar ligt mijn vaderstad

Mijn oud en trouw Roermond! (bis)

## Wapen
De beschrijving van het oude wapen van Roermond is:
Doorsneden, boven (I) in azuur een dubbelstaartige, klimmende leeuw van goud, getongd en genageld van keel, gekroond van goud, onder (II) in zilver een lelie van keel.
Verklaring van het wapen: De leeuw is de Gelderse leeuw. Sinds de 13e eeuw vormde het land rond Roermond, Opper Gelre of Opper Kwartier, een belangrijk deel van Gelre. De kele (rode) lelie is waarschijnlijk ontleend aan het wapen van de familie van Wachtendonck, tot welk geslacht menig voogd van Roermond in de 13e en 14e eeuw behoord zou hebben. Een zegelstempel is bewaard, waarop de van Wachtendonckse lelie voorkomt. Het oudste zegel van Roermond dateert uit 1250 en vertoont het wapen van de hertogen van Gelre.
Dit wapen is ook opgenomen in het voormalige en huidige gemeentewapen.

## Bezienswaardigheden

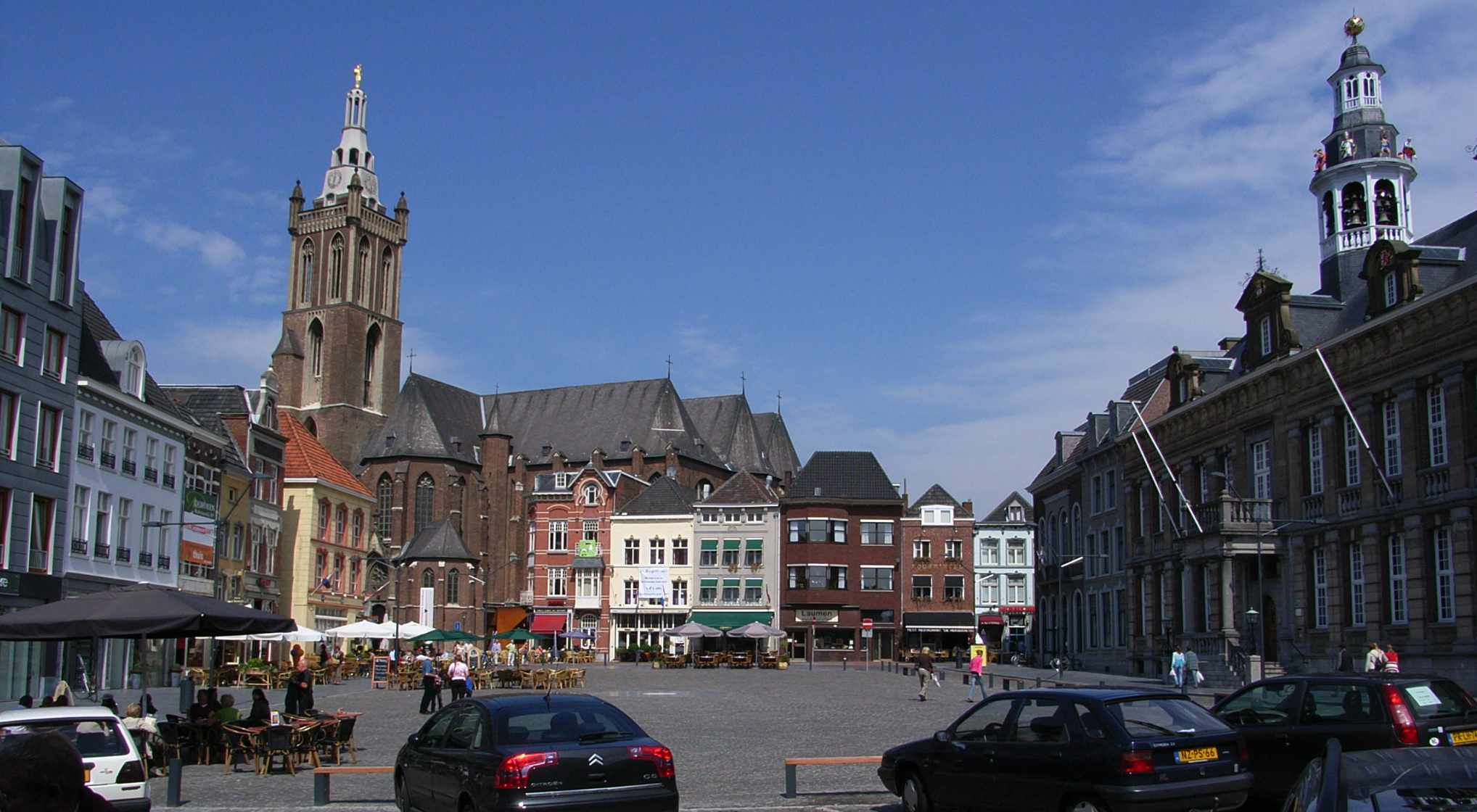
De Markt in Roermond met links de Sint Christoffelkathedraal en rechts het stadhuis

De stad heeft een beschermd stadsgezicht. Het historisch centrum bezit vele monumenten, zoals:

### Kerken
- De Sint-Christoffelkathedraal. In 1410 werd begonnen met de bouw van deze kerk. Het is een driebeukige hallenkerk gebouwd in Nederrijns gotische (soms met minder recht als Gelders aangeduide) stijl.
- Munsterkerk, een kruisbasiliek, gebouwd in de 13e eeuw en gerestaureerd door de beroemde architect Pierre Cuypers in de jaren 1864-1891. De kerk is gebouwd in de romaanse bouwstijl.
- Minderbroederskerk (1400) met vergrotingen uit de 15e eeuw en 16e eeuw. Deze wordt gebruikt door de Protestantse gemeente Roermond.
- Voormalige Gereformeerde kerk van 1921.
- Kapel in 't Zand, in de gelijknamige wijk.
- Ursulakapel, voormalige kloosterkapel van 1906.
- Heilig Hart van Jezuskerk

### Kloosters
- Voormalig Kartuizerklooster Bethlehem, waartoe de Caroluskapel behoort. Met de bouw van de kapel werd begonnen in 1398. Het is een van de weinige religieuze gebouwen in Nederland met een Rococo-plafond en bezit een Robustelly-orgel uit 1760/1763
- Voormalig Minderbroedersklooster, zie: Minderbroederskerk
- Voormalig Begaardenklooster
- Voormalig Jezuïetenklooster
- Voormalig Ursulinenklooster
- Voormalig Karmelietessenklooster van 1882
- Klooster van de Zusters van de Onze Lieve Vrouw der Retraite, van 1890
- Gasthuisklooster, aan Heinsbergerweg 25-31, voormalig klooster van 1900
- Voormalig Redemptoristenklooster
- Voormalig klooster der Camillianen, zie Kasteel Schöndelen
- Voormalig klooster van de Zusters van het Arme Kind Jezus, zie Huis met de Stenen Trappen

### Overige religieuze bezienswaardigheden
- Begraafplaats Nabij de Kapel in 't Zand (ook: Oude Begraafplaats; bevat ook Joodse begraafplaats)
- Kruiswegpark
- Kapel in 't Zand, neogotische kapel
- Sint-Jacobuskapel in Voorstad Sint Jacob
- Voormalige synagoge, aan Hamstraat 20.
- Mariakapel, een gevelkapel aan de Luifelstraat, een niskapel met opschrift: Zo döks wie det Geer hiej passeert, Tuint det Geer Gods Mooder eert
- Mariakapel, een gevelkapel aan de Begijnhofstraat, met tekst: Als gij hier passeren moet, zeg Maria wees gegroet
- Muurkapel aan de Swalmerstraat, met Jezus als Verlosser met Kruis en Lam Gods
- Mariakapel, gevelkapel aan de Munsterstraat
- Brunokapel, een nis met beeld van Sint-Bruno, van 1907, aan de Swalmerstraat
- Mariakapel, gevelkapel aan de Steegstraat
- Mariakapel, gevelkapel aan de hoek Pastoorswal/Grote Kerkstraat, met omlijsting in de vorm van een tempeltje
- Sint-Theresiaput, aan Herkenbosscherweg, niskapelletje van 1955
- Kruiskapel, aan de Kapellerlaan

### Burgerlijke architectuur
- Het historische stadhuis aan de Markt, met in het torentje een klokkenspel of beiaard waar bovenop draaiende beelden voorbij komen. De beiaard is in 1982 geschonken ter gelegenheid van het 750-jarig bestaan van de stad Roermond. In 1995 werd het klokkenspel aangevuld met een groep bewegende beelden die elke middag om 12:00 uur rond de toren van het stadhuis draaien.
- Kasteel Hattem
- Huis met de Stenen Trappen
- Kasteel Schöndelen
- Teekenschool van 1905
- Voormalig Bisschoppelijk Paleis van Roermond van 1666
- Prinsenhof

#### Diversen
- Stenen Brug of Maria Theresiabrug van 1771, over de Roer
- Hardstenen pomp in rococostijl op het Munsterplein
- Pomp aan de Neerstraat uit de 18e eeuw
- Gietijzeren pomp aan Voorstad Sint Jacob van 1865
- De Gats, na 1665 als gevolg van de stadsbranden, nu functioneel als bezichtiging

#### Woonhuizen
- Laat-middeleeuws
  - Huis Drehmans, Brugstraat 7, van 1520, gerestaureerd in 1943.
  - Minderbroedersstraat 2, met laatmiddeleeuwse kern en kapconstructie uit begin 16e eeuw
  - Markt 10, met in de kelder overblijfselen van de laatgotische Grauwe Toren, die in 1554 door brand werd verwoest
  - Luifelstraat 34, met laatgotische puntgevel en jaartal 1571
  - Markt 16, met aan achterzijde het jaartal 1629
  - Grote Kerkstraat 5, van 1591, met afgeknotte achtzijdige traptoren
  - Varkensmarkt 13; Swalmerstraat 43; Roerkade 7; Markt 20 en Markt 34 hebben wellicht een oudere kern
- Na de stadsbrand van 1665
  - Munsterstraat 8, van 1665
  - Steegstraat 9, herbouw na de brand, enkele kanonskogels in de muur
  - Swalmerstraat 50, met ouder muurwerk
  - Lindanusstraat 5, met ouder muurwerk
  - Huis Michels van Kessenich, Swalmerstraat 59, van 1730, in Lodewijk XIV-stijl
  - Swalmerstraat 5-9, omstreeks 1750, heeft koetspoort in Lodewijk XIV-stijl
  - Jesuietenstraat 7, van oorsprong 17e-eeuws, met Lodewijk XIV ingang en plafond
  - Kraanpoort 1, van 1764, in Lodewijk XV-stijl, met Lodewijk XV-schoorsteenmantel en Lodewijk XVI-trapleuning
  - Swalmerstraat 38, van omstreeks 1770, in Lodewijk XV-stijl
  - Schoenmakersstraat 16, 18e-eeuws, met jugendstil-voorgevel van 1910
  - Schoenmakersstraat 11; Voorstad Sint-Jacob 4 en Vismarkt 3, uit de 2e helft van de 18e eeuw
  - Munsterstraat 10, van 1780, met deur en deuromlijsting in Lodewijk XVI-stijl
  - Minderbroederstaat 9 en 11, rond 1720 met stucplafonds en gestucte haardnissen
- Een groot aantal 19e-eeuwse en 20e-eeuwse woonhuizen met monumentaal karakter

### Industriële architectuur
- Kepelse Meule, molenromp van 1882.
- ECI-centrale, een waterkrachtcentrale van 1920 op een zijtak van de Roer.
- Elektro Chemische Industrie, gerestaureerde fabrieksgebouwen.
- Baco-gebouw, voormalige meelfabriek
- Nieuwe Watertoren
- Radio- en televisietoren Roermond

### Militaire architectuur
- De vestingwerken van Roermond, waaronder:
  - De Rattentoren uit de 13e eeuw, een overblijfsel van de vroegere stadsversterking die in de 18e eeuw werd gesloopt.
  - De Cattentoren, een overblijfsel van de vroegere stadsversterking. In 2008 werd begonnen met de restauratie van dit torentje en de omliggende stadsmuren.
- De Ernst Casimirkazerne van 1938

### Musea
- Het Historiehuis, historisch museum van de stad Roermond.
- Het Cuypershuis, het voormalig atelier van Pierre Cuypers.
- De Rattentoren, het torentje van Roermond.
- De synagoge, met een expositie die de geschiedenis van de joodse gemeenschap in Roermond belicht.
- De ECI Cultuurfabriek met een verzameling beeldende kunst, nu een onderdeel van het Bonnefantenmuseum onder de naam Bonnefanten Roermond.

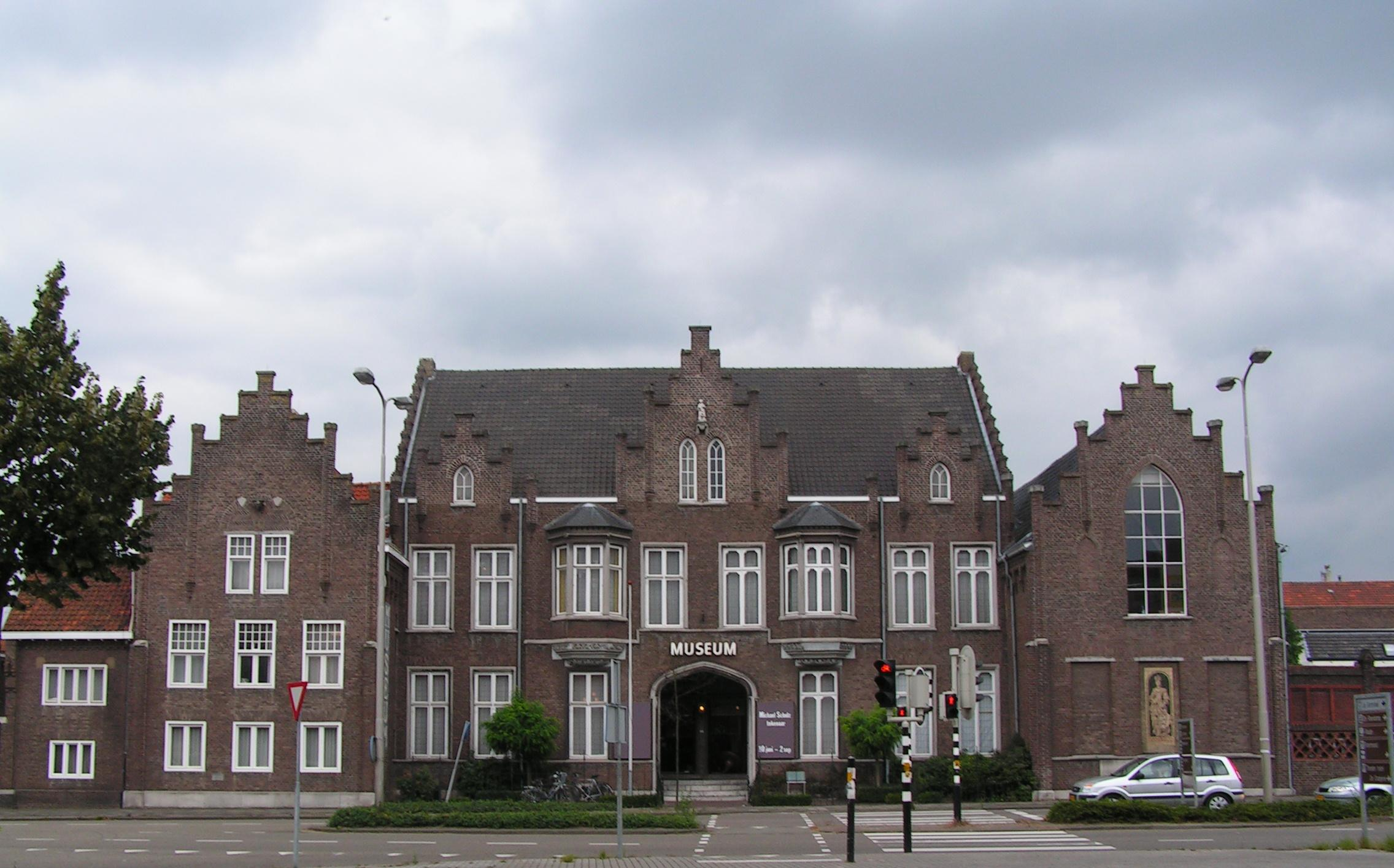
Cuypershuis Roermond

### Parken
- Stadspark De Kartuis ligt in de binnenstad en is voor een deel gelegen op het grondgebied van de voormalige tuinen van het Kartuizerklooster. De ingang van het -door de oude kloostermuren omsloten- park ligt aan de Voogdijstraat. Op de muren is een boeiende muurvegetatie te vinden, waaronder de zeldzame pijlscheefkelk. Op het terrein zijn enkele 19e-eeuwse devotiekapellen te vinden, en de ondergrond bevat overblijfselen van het voormalig klooster. Een monnikencel werd opgegraven en zichtbaar gemaakt.
- Het Nationaal Herdenkingspark Roermond ligt ten zuiden van de binnenstad, tussen de Maastrichterweg en de spoorlijn Maastricht - Venlo. Hier bevinden zich het Nationaal Indië-monument en het VN-monument. Het park is aangelegd in Engelse landschapsstijl.
- Natuurpark Hattem ligt in de vallei van de Roer in de omgeving van Kasteel Hattem. Er zijn hoogteverschillen die leiden tot afwisseling in flora en fauna, en er loopt een wandelpad langs.
- Groengordel langs de Maasnielderbeek, een aaneengesloten geheel van smalle en brede waterpartijen dwars door de woonwijken van de stad. Daar waar het water het breedst is, tegenover de Fatih-moskee, heet dit: Mevlanapark.
- Dennemarken, aan de Elmpterweg in de wijk Wijher, is een aangelegd natuurgebiedje met poelen, waarin ook de kamsalamander leeft.

### Straten en pleinen

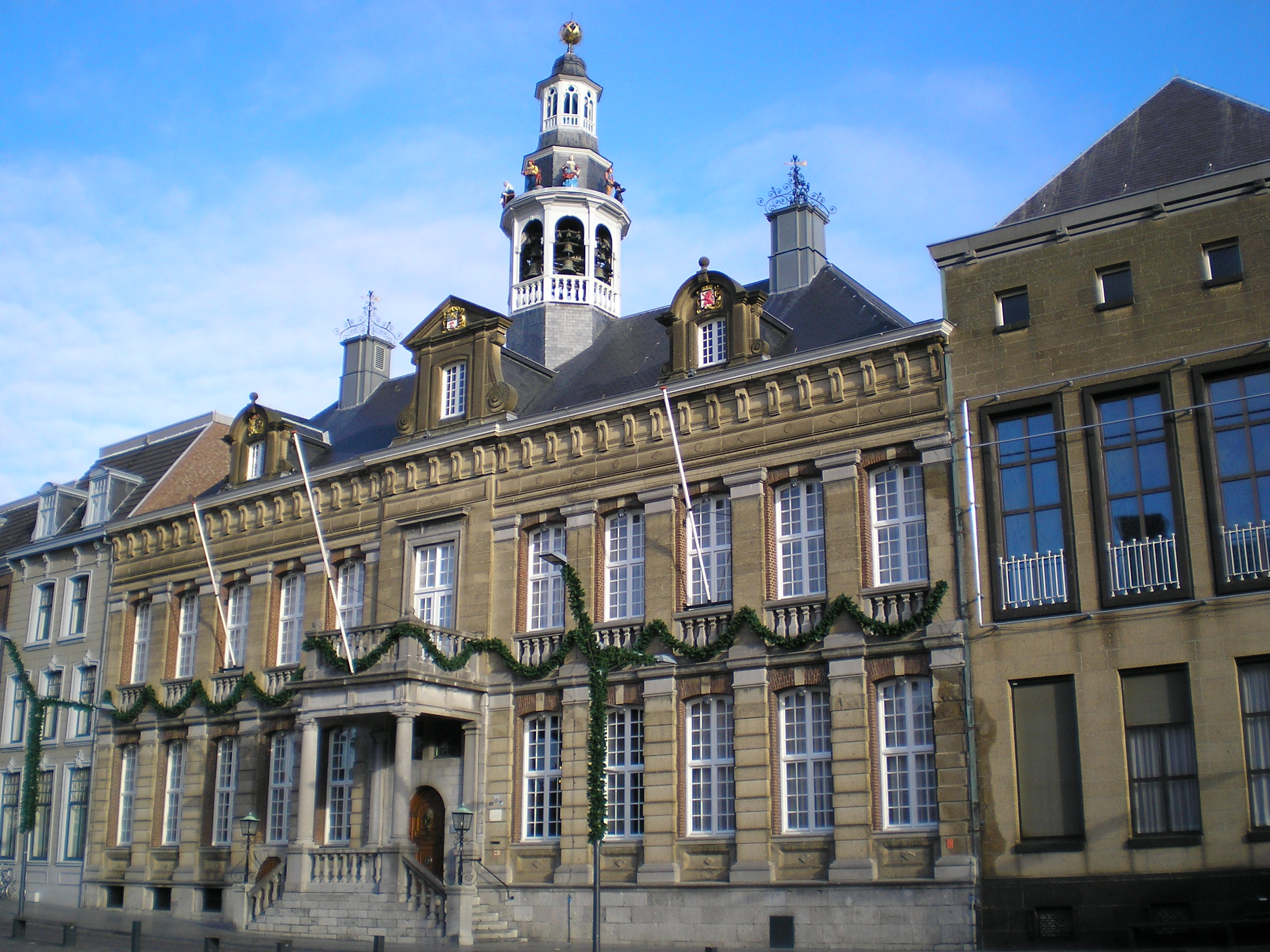
Markt

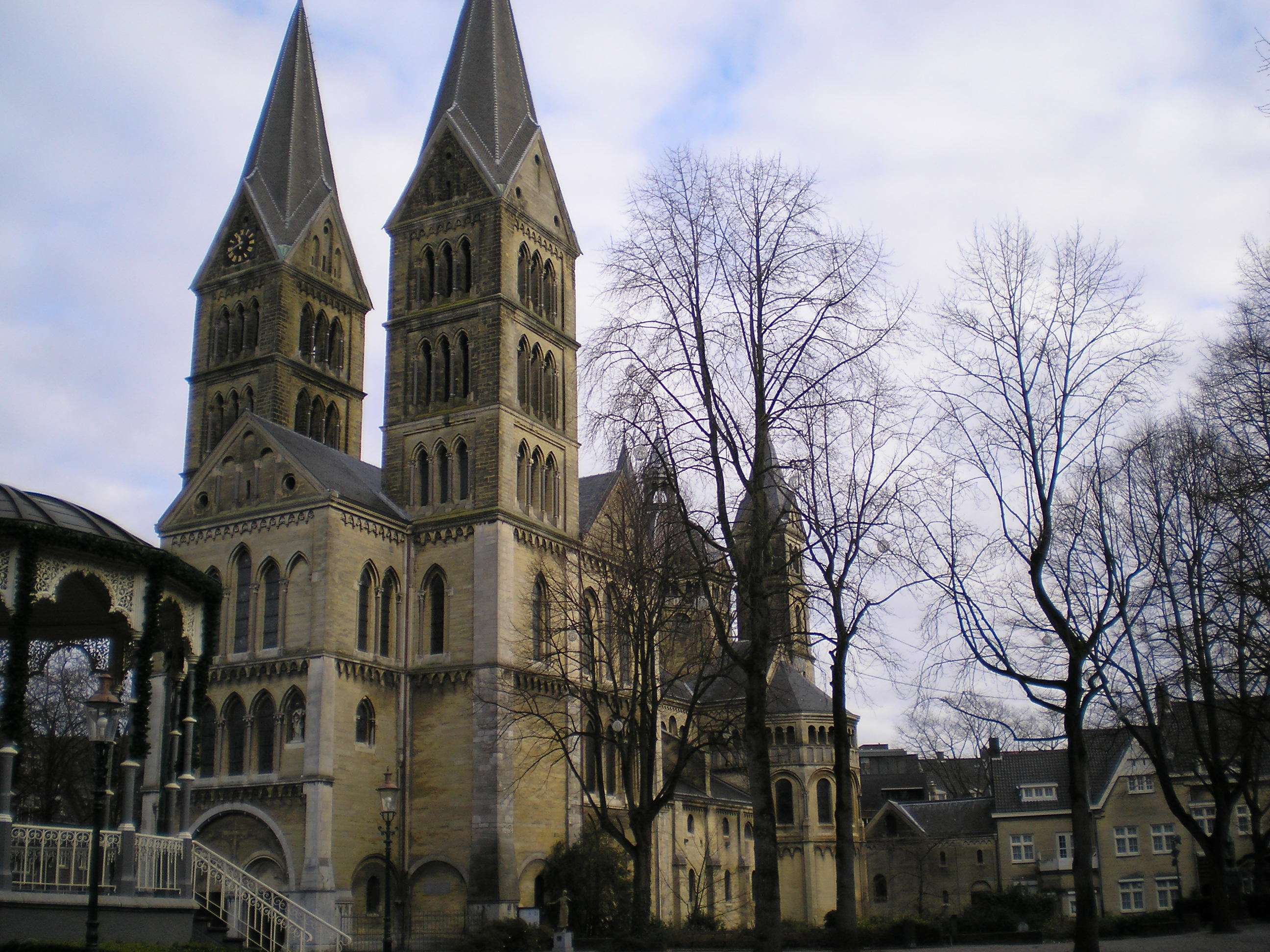
Munsterplein

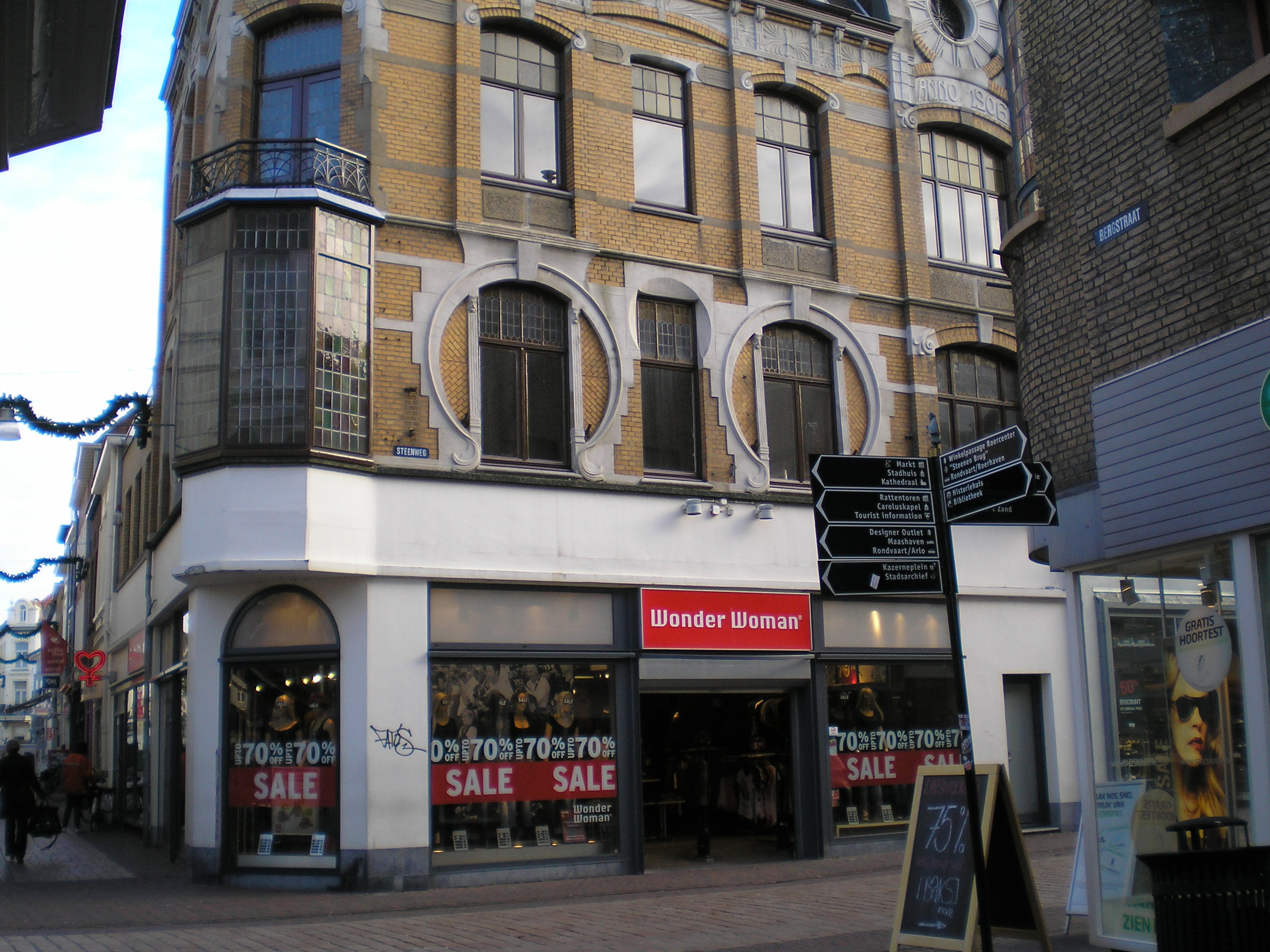
Steenweg

Roermond
- Markt
- Grote Kerkstraat
- Munsterplein
- Steenweg
- Varkensmarkt
- Stationsplein
- Kloosterwandplein
- Kazerneplein
- Zwartbroekplein
- Gelderseplein
- Stadspark
- Mevlanapark
- Pollartstraat
- Neerstraat
- Swalmerstraat
- Abdijhof

Swalmen
- Boven Boukoul
- Beneden Boukoul
- Dokter Crasbornplein
- Neerstraat
- Veldpoort
- Markt
- Asseltsestraat
- Eind
- Wieler
- Pastoor Pinckersstraat
- Elmpterbaan

Herten
- Oolderweg
- Merumerkerkeweg
- Groene Kruisstraat
- Dorpsstraat
- Oude Roermondseweg

Asenray
- Ridder de Asenrodeweg
- Dorpsstraat
- Maalbroek

## Religie

### Rooms-katholiek
Roermond is sinds 1559, met een onderbreking van 1801-1840, de zetel van het gelijknamige bisdom. Van 1993 tot 2010 was mgr. F.J.M. Wiertz de bisschop. Zijn voorganger mgr. dr. J.M. Gijsen (van 1972 tot 1991) kreeg landelijke bekendheid vanwege zijn orthodoxe standpunten. Roermond is een zelfstandig dekenaat. In 2010 werd Harrie Smeets benoemd tot bisschop. Hij vervulde dit ambt tot 10 augustus 2023, toen hij gedwongen door ziekte moest terugtreden. Momenteel is de functie vacant.
Het genadebeeld van Onze Lieve Vrouwe in 't Zand trekt in de gelijknamige kapel vele pelgrims naar Roermond. Zodoende is de stad een van de belangrijkste bedevaartsoorden van Nederland.

### Protestants
De eerste Hervormden in Roermond waren Lutheranen. Handelaren maakten kennis met deze leer in Duitsland. In Heinsberg en Wassenberg werden hagenpreken gehouden. Vervolging leidde in 1523 tot een boekverbranding van Lutherse geschriften op de Markt te Roermond. In 1530 werd een Lutherse predikant, Jacob van Lovendaal, opgepakt, de tong doorstoken en verbrand. Van 1550-1565 waren er buiten de stad, op het grondgebied van Hertogdom Gulik, preken van de Lutherse predikant Ludovicus Ornaeus. Later kwam de predikant ook binnen de stad. In opdracht van Margaretha van Parma moest de predikant uit de stad worden verdreven, wat tot een opstand en tot een beeldenstorm leidde. Dit werd oogluikend toegelaten en de Heilige Geestkerk werd in bezit genomen voor de protestantse eredienst. In 1567 werd Ornaeus uit de stad verjaagd en vonden, toen burgers de stad verlieten om op Guliks gebied de predikant te beluisteren, bij terugkomst de poorten gesloten. Op last van Alva werden 18 van deze mensen onthoofd. In 1569 nam bisschop Wilhelmus Lindanus zijn zetel in en hij was een felle bestrijder van de reformatie.
In 1572 werd de stad veroverd door de troepen van Willem van Oranje, die er een bloedbad aanrichtten (zie: Martelaren van Roermond). In hetzelfde jaar keerden de Spanjaarden terug en in de jaren daarna nam het aantal protestanten geleidelijk af. In 1632 werd Roermond weer Staats, de protestanten kregen de Heilige Geestkerk tot hun beschikking en er kwamen twee predikanten. In 1637 echter kwamen de Spanjaarden opnieuw terug en werden de mensen weer katholiek. Er bleef slechts een kleine protestantse gemeente over. In 1702 kwam Roermond weer onder Staats gezag en werd de Heilige Geestkerk een Hervormde garnizoenskerk. In 1716 kwam de stad, ingevolge het Barrièretraktaat, weer aan de Oostenrijkse Nederlanden en werd de protestantse godsdienst opnieuw verboden.
In 1815 kwam er vrijheid van godsdienst. Er was een garnizoensgemeente in Roermond die in 1817 met die van Stevensweert werd samengevoegd. In 1820 werd de Minderbroederskerk aangewezen als hervormd kerkgebouw. In 1847 kwam er een zondagsschool en een lagere school. Later werd ook een zangvereniging en een bewaarschool opgericht. Dominee Hoogendijk werd tijdens de Tweede Wereldoorlog door de nazi's omgebracht in Buchenwald.
De gereformeerden, een kleine gemeenschap, betrokken in 1921 hun eigen kerkgebouw. Men verwachtte een toestroom van mensen uit het noorden, waaronder gereformeerden, bij de opening van de nieuwe steenkoolmijn te Vlodrop. Deze mijn kwam er niet. De gereformeerde gemeenschap bleef klein. In 1973 gingen de gereformeerden en de hervormden samen en het kerkje werd afgestoten. De kerkgemeente ging uiteindelijk Reformatorische Gemeenschap heten en, na de kerkenfusie van 2004, de Protestantse Gemeente Roermond. Momenteel (2016) telt deze een 1000-tal leden. Deze wonen in Roermond en wijde omgeving.

### Jodendom
Zie het artikel: Joodse gemeenschap in Roermond voor de geschiedenis van het Jodendom in Roermond, synagoge (Roermond) voor de synagoge en Begraafplaats Nabij de Kapel in 't Zand voor de Joodse begraafplaatsen.

### Islam
Roermond kent de Turkse Fatih-moskee (2009), aan de Achilleslaan en de Marokkaans-Tunesische Tawhied-moskee, aan Burgemeester Brouwersstraat.

### Pelgrimsroute naar Santiago de Compostella
In Roermond komen diverse pelgrimsroutes vanuit Groningen, Leeuwarden en Alkmaar samen die naar Santiago de Compostella voeren. De route is aangegeven van de Sint-Christoffelkathedraal, via de straat die Voorstad Sint Jacob heet, langs de Roer naar het zuiden. Via Maastricht gaat de route verder via Luik, Namen en Dinant naar Givet om daar op een van de vele Franse routes aan te sluiten. Hier speelt de Voorstad Sint Jacob met het "Witte Kerkje" een rol.

## Economie
Roermond bezit vanouds een zekere standing. Dit hangt samen met de omstandigheid, dat de stad tot voor kort een regionaal bestuurscentrum was, de schrijftafel van Noord- en Midden-Limburg. Roermond was de hoofdstad van het Overkwartier van Gelder. Ook in de achttiende en negentiende eeuw gold deze stad als relatief belangrijk. Koning Willem I maakte haar na de Franse tijd de hoofdstad van een groot arrondissement, op gelijk niveau als Hasselt en Maastricht. Roermond was tot in het begin van de twintigste eeuw de tweede stad van Nederlands Limburg.
Roermond is altijd een belangrijke handelsstad geweest en werd in de 19e eeuw ook een industriestad. Bekende bedrijven zijn de Elektro Chemische Industrie (1926); de Fabriek voor Chemicaliën en Verfstoffen (1869); de Meelfabriek Tijssen-Linsen (Baco-gebouw) van 1870, later door Arius van Andel (1905); een vestiging van de Eerste Nederlandsche Rijwielfabriek (1923); sigarenfabriek Ernst Casimir; meubelfabriek J. Lennaerts & Zn.; stroopfabriek aan de Slousweg (1861); Koffiebranderij Baco; Stoomchemische wasserij "Edelweiss" (1888); Mouterij Limburgia (1877). Tot de industrie behoren ook de ateliers voor religieuze beeldende kunst, zoals dat van Pierre Cuypers.
In 1946 kwam Philips naar Roermond, waar het zich vestigde in een voormalige textielfabriek en uitgroeide tot het grootste industriebedrijf van de stad met meer dan 1000 werknemers. Men vervaardigde elektronische componenten zoals weerstanden en condensatoren. Na verkoop aan een Taiwanees bedrijf begin 21e eeuw werd weldra de productie gestaakt. Het terrein staat op de planning om gesaneerd te worden en dan (deels) geschikt gemaakt voor woningbouw.
Een andere activiteit was de papierindustrie. De Papierfabriek Roermond had als voorganger Burghoff's Papierfabriek (1834-1883) die papier uit lompen vervaardigde. De huidige papierfabriek begon in 1937 en bestaat nog steeds.
De textielindustrie kende het bedrijf van P. Claus. In 1855 werd daar de eerste stoommachine in gebruik genomen; in 1858 werkten er 350 mensen, en bovendien 650 thuisarbeiders, maar hij weigerde te moderniseren, wat leidde tot het faillissement in 1875.
De firma Deuss maakte behangselpapier, maar moest omstreeks 1900 het bedrijf beëindigen.
Roermond heeft, naast de industriële, een regionale verzorgingsfunctie, waaronder middenstand en onderwijs. Het was ook lange tijd een garnizoensstad. De stad herbergt een van de 19 arrondissementsrechtbanken in Nederland en bedient daarmee Noord- en Midden-Limburg.

## Recreatie en toerisme

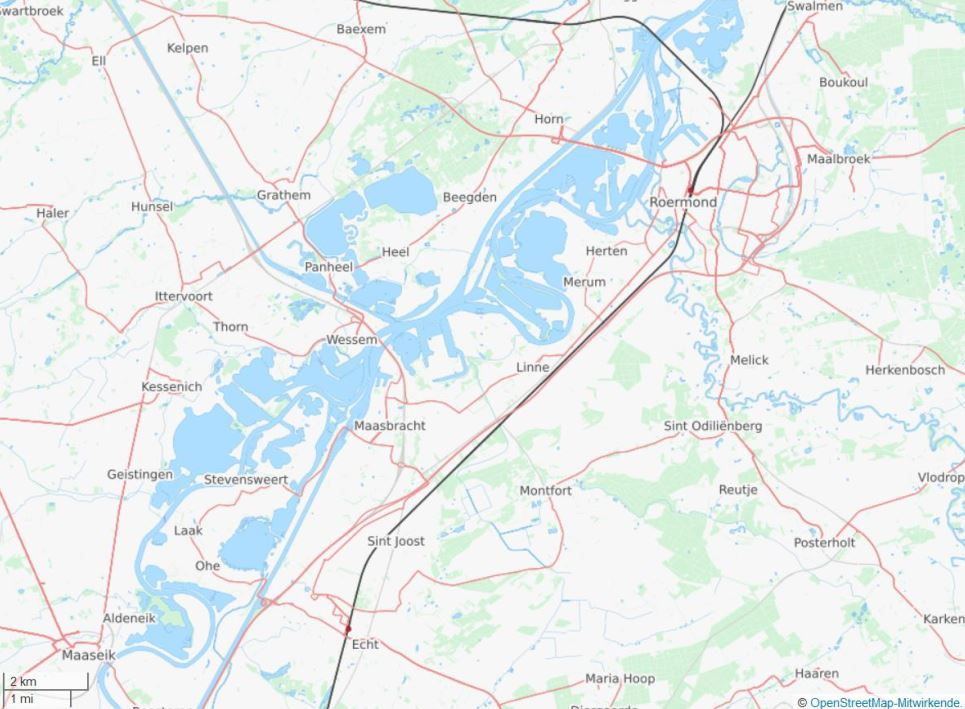
Roermond aan de Maas en de Maasplassen

Roermond is een toeristische stad en dankt dat met name aan het winkelaanbod en aan de Maasplassen. Deze plassen, die ontstaan zijn door het baggeren van grind, worden vooral in de zomer gebruikt door veel recreanten. Surfers, zeilers en zwemmers zijn in die tijd veel in en op de plassen te vinden. Boten kunnen aanmeren bij een van de vele jachthavens die Roermond rijk is. Bij een van de jachthavens is een klein opgezet vakantiepark aanwezig bestaande uit een camping en een aantal vakantiehuisjes, ongeveer de helft hiervan bestaat uit drijvende woningen. 's Zomers vaart er een klein fiets- en voetveer tussen Marina Oolderhuuske en Ool.
Vanaf 15 juli 2009 zijn een miniatuurafbeelding van de muziekkiosk op het Munsterplein en het Roermondse stadhuis in Madurodam te vinden.

## Onderwijs
Roermond kent in totaal 18 basisscholen en 6 scholen voor voortgezet onderwijs. Het Bisschoppelijk College kent een lange geschiedenis. De stad had per september 2007 twee hbo-opleidingen en verder enkele speciaal-onderwijs instellingen. De Amsterdamse Theater Academie, een hbo-opleiding met een dependance in Roermond, sloot na het eerste jaar wegens te weinig animo; voor het tweede jaar hadden zich slechts drie leerlingen aangemeld.
Fontys Hogescholen bood eveneens lange tijd hbo-opleidingen aan in Roermond, maar ook deze instelling had in Roermond te kampen met een dalend aantal studenten en werd na een grootschalige reorganisatie van Fontys in 2010 gesloten.

## Winkelstad
Roermond heeft iedere woensdag (op het Munsterplein) en zaterdag (op de Markt) een voedsel- en warenmarkt. Omdat de hele gemeente is aangewezen als toeristisch gebied, mogen tegenwoordig alle winkels in Roermond hun deuren op zondag openen.
In 2003 opende in het westelijk deel van de binnenstad winkelpassage Roercenter. In dit overdekte winkelcentrum zijn historische, monumentale panden geïntegreerd die tevens in gebruik zijn als winkelruimte of horecavoorziening. Tegelijkertijd werd de aangrenzende Neerstraat omgevormd tot winkelpromenade en is een groot aantal historische panden gerenoveerd. In 2009 werd de laatste hand gelegd aan het gebied met de voltooiing van project de Steenen Trappen, waarmee extra woningen, winkels en een grotere openbare bewaakte fietsenstalling werden toegevoegd aan de binnenstad.
Met de komst van de A73 en opwaardering van de N280 is de bereikbaarheid van Roermond sterk verbeterd, waardoor meerdere plannen voor uitbreiding van het winkelaanbod zijn gerealiseerd. Bij de kruising van de A73 met de N280 is in 2008 een Retailpark gebouwd, waarin grote winkelketens zich hebben gevestigd. Ten noorden hiervan werd in 2009 een Outdoor Center gerealiseerd.

## Winkelcentrum

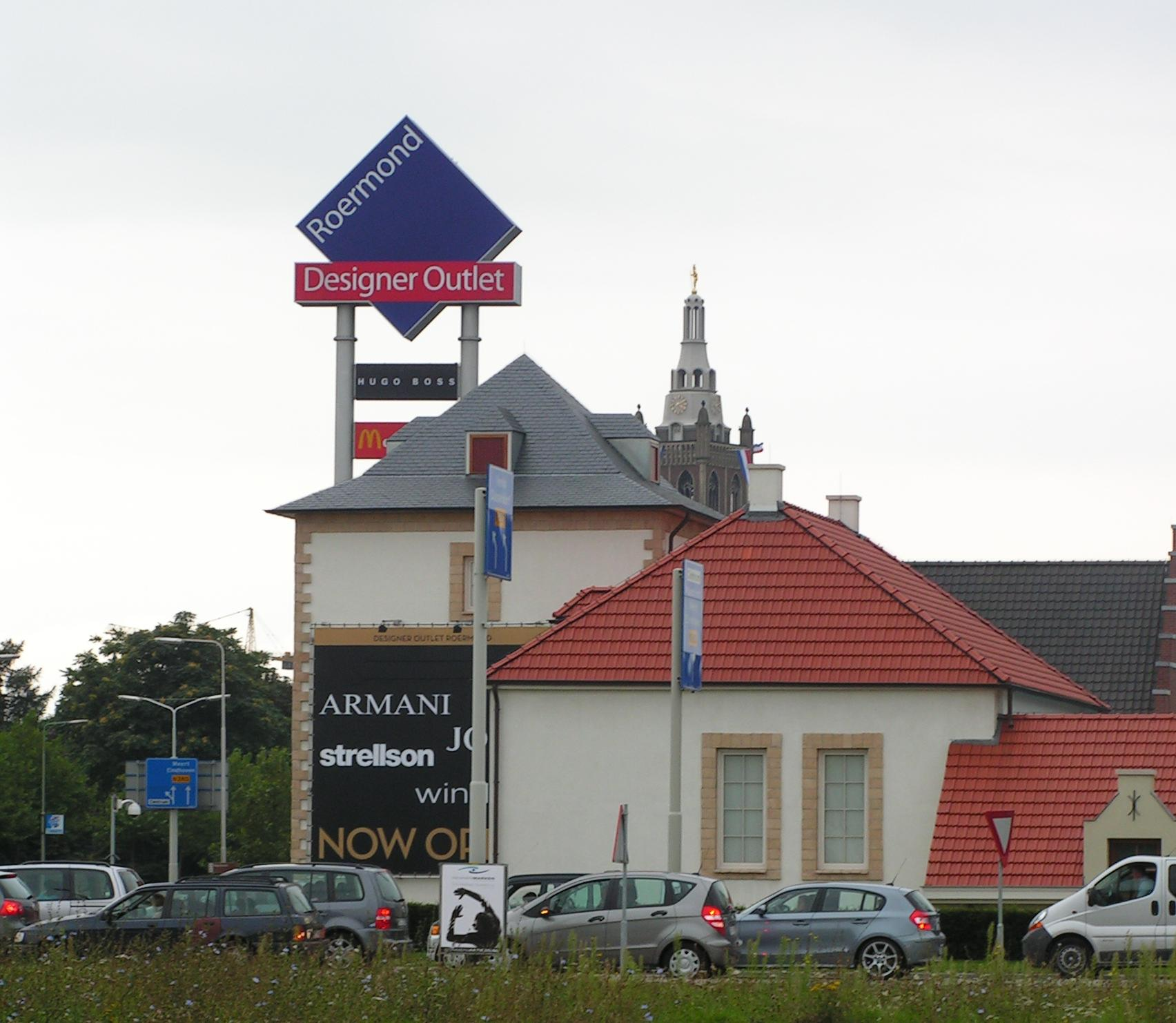
Designer Outlet Roermond.

In 2001 werd in de stad het Designer Outlet Roermond van McArthurGlen gevestigd, een van de grootste winkelcentra van Nederland. Het winkelgebied is met het stadscentrum van Roermond verbonden door een voetgangerspassage onder de N280.

## Criminaliteit
Het stijgend aantal toeristen en winkelende bezoekers van buiten heeft ook een schaduwzijde. De potentiële buit is een aantrekkelijk doelwit voor criminelen. Zo stond Roermond in 2007 op de derde plaats in de door het Algemeen Dagblad gepresenteerde Misdaadmeter. Omdat er de nodige kritiek bestaat op de door het Algemeen Dagblad gebruikte methodiek, besloot de gemeente ook zelf onderzoek te laten doen naar de criminaliteitsproblemen in de gemeente. De door de gemeente ingeschakelde instelling, het COT Instituut voor Veiligheids- en Crisismanagement, stelde onder meer dat "Roermond een stad is met een serieus criminaliteitsprobleem" en dat door "de grensoverschrijdende centrumfunctie criminele gelegenheidsstructuren worden gecreëerd". De daders, zo concludeerden de onderzoekers, zijn overwegend afkomstig uit Roermond zelf. Naar aanleiding van het onderzoek stelde voormalig burgemeester van Roermond, Henk van Beers, in 2008 dat de criminaliteitscijfers zo snel mogelijk met 20% moesten dalen. Hij verbond zijn politieke lot aan het al dan niet halen van deze doelstelling.

## Cultuur en recreatie

### Uitgaansleven
Het uitgaansleven van Roermond concentreert zich voornamelijk op en rondom het Stationsplein en de Roerkade, waar cafés en terrassen het straatbeeld bepalen. Vooral in de zomermaanden strekken de terrassen zich tot ver over het plein en de kade uit. De Roerkade is in 2010 opnieuw ingericht met eenrichtingsverkeer en verbreding van de terrassen. Als verbinding tussen historisch centrum en het Designer Outlet Center is in 2009 het Kazerne voorterrein opgeleverd met onder andere een speelhal, bioscoop met zeven zalen en diverse eet- en drinkgelegenheden.
Op twee minuten loopafstand van het station ligt de voormalige bioscoop Royal/Royaline, omgebouwd tot theater. In augustus 2012 werd de ECI Cultuurfabriek geopend.

### Architectuur
De meeste historische panden van Roermond zijn te vinden in de binnenstad. Een groot aantal oude gebouwen buiten het centrum heeft in het kader van wijkaanpak moeten wijken voor nieuwbouw, hoewel verschillende stichtingen zich inzetten voor behoud van waardevol historisch erfgoed in de gemeente.
Sinds het einde van de twintigste eeuw wordt ook hoogbouw gerealiseerd, voor Roermondse begrippen gebouwen met een minimale hoogte van 40 meter. Naast TheaterHotel De Oranjerie gaat het om recente toevoegingen als de Steenen Trappen, Soleatoren, Kazerne voorterrein, Casimir en de Natalinitoren.

### ECI Cultuurfabriek
ECI Cultuurfabriek is ondergebracht in oude fabrieksgebouwen ten zuidwesten van het centrum in Roermond. In het gebouw is een groot aantal culturele activiteiten gevestigd, waaronder die van poppodium, theater en Filmhuis. De collectie beeldende kunst was onderdeel van het Bonnefantenmuseum te Maastricht, onder de naam Bonnefanten Roermond.

### Theater en muziek

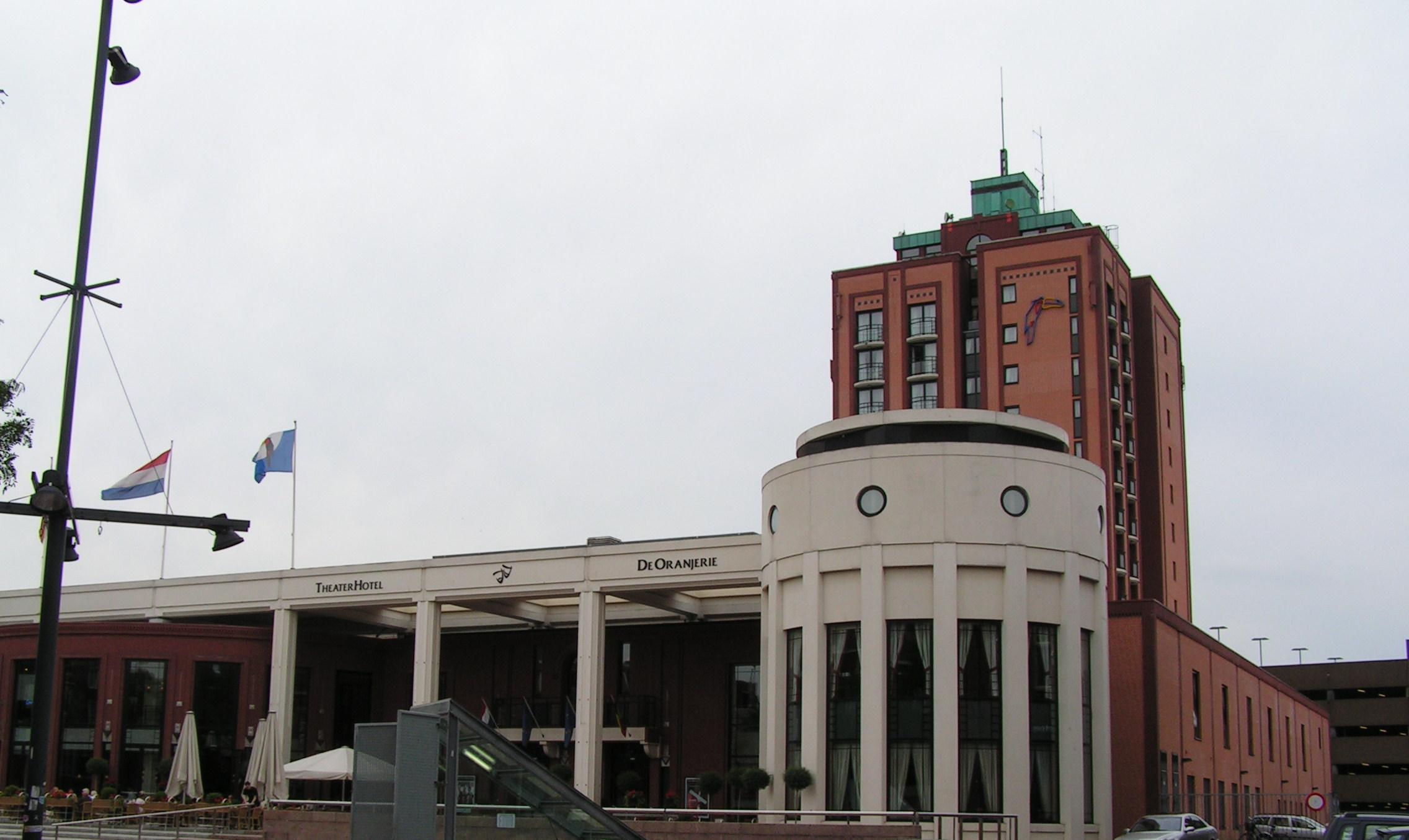
De hoteltoren van TheaterHotel De Oranjerie.

In Roermond liggen twee theaters waar wekelijks diverse voorstellingen plaatsvinden. TheaterHotel De Oranjerie is een multifunctioneel gebouw dat in het bezit is van Van der Valk en bestaat uit een theaterzaal met 800 plaatsen, diverse horecagelegenheden, vergaderzalen en een hoteltoren met ruim 90 kamers. In dit theater vond ook van 1884 tot 2015 het bekende Cirque d'Hiver plaats tussen Kerst en oudjaarsdag. Het CK Theater was voorheen onderdeel van het Centrum voor de Kunsten (CK) en nu gevestigd in ECI Cultuurfabriek. Het biedt plaats aan ongeveer 240 mensen. Er vinden naast theatervoorstellingen met verschillende artiesten ook dans- en muziekoptredens plaats van cursisten die bij ECI Cultuurfabriek hun lessen volgen. Het derde theater in Roermond, bevindt zich in de voormalige bioscoop Royal/Royaline. Hier worden sinds 2016 enkele keren per jaar kleinere voorstellingen opgevoerd, voornamelijk van lokale gezelschappen.
Poppodium De Azijnfabriek is samen met ECI Cultuurfabriek een cultureel poppodium waar onder meer muziekgroepen optreden. Het richt zich op een zeer breed publiek. Daarnaast kent Roermond een uitgebreid muzikaal verenigingsleven. Buiten de 4 harmonieën, 4 fanfares, een brassband en een trommel- en fluitkorps zijn er nog vele drumbands en joekskapellen actief. De Koninklijke Harmonie van Roermond, opgericht in 1775, is de oudste harmonie van Nederland.

### Evenementen
In Roermond vinden met enige regelmaat, gedurende het hele jaar, diverse evenementen plaats, variërend van lokaal tot nationaal en zelfs internationaal. Sinds 1997 is Roermond de Limburgse locatie van het jaarlijkse bevrijdingsfestival, waar meer dan 30.000 bezoekers op af komen (van 1991-1996 werd het festival in Maastricht gehouden). Ook is de stad het decor van het Solar Festival, dat sinds 2005 aan de Maasplassen wordt georganiseerd en jaarlijks rekent op zo'n 35.000 toeschouwers. In 2012 werd de landelijke intocht van Sinterklaas in Roermond gehouden en in 2014 volgde Kerst met de Zandtovenaar. In 2020 zou Roermond het decor van de tiende editie van The Passion vormen. Dit festijn werd echter afgelast vanwege de uitbraak van SARS-CoV-2. Het werd in 2021 alsnog gehouden zonder publiek. Sinds 2022 vindt op het stationsplein op 11 november de opening van het carnavalsseizoen (d'n 11e vaan d'n 11e) plaats. Dit evenement vond tot 2018 plaats op het Vrijthof in Maastricht, maar dat werd te klein voor het steeds groter wordende aantal bezoekers. Het werd in 2019 in het MECC, maar kende daar weinig bijval, waarna men besloot het evenement naar Roermond te verhuizen.

### Reuzen
Roermond kent ook een traditie van een stadsreus die zich (ook) buiten de carnavalsperiode tijdens bijzondere gelegenheden laat zien. De oudste bewaarde vermelding van een stadsreus stamt uit 1680. Anno 2024 heeft de stad één stadsreus: Sjtuf, die in 1982 werd geschapen.

## Verkeer en vervoer

### Auto
Roermond ligt aan verschillende doorgaande wegen:
- N280. Deze weg verbindt Roermond met Weert en is in 2007 in oostelijke richting verlengd met enkele kilometers tot aan de grens bij Duitsland, de N280-west zal in de toekomst in westelijke richting verbreed worden tot regionale autoweg
- N271. Deze noord-zuidverbinding loopt door Roermond en verbindt de stad met Venlo in het noorden en Echt in het zuiden.
- N293. Deze weg liep voorheen vanaf de Heinsbergerweg in Roermond naar Heinsberg. Met de aanleg van de A73 is ook deze weg uitgebreid. Vanaf 2008 is de N293 met circa vijf kilometer verlengd tot aan de Koninginnelaan, waar de weg ook aansluit op de A73.
- A73. De weg is op 18 februari 2008 opengesteld, waardoor Roermond een snelle verbinding heeft gekregen met het noorden (Venlo, Nijmegen) en het zuiden (Maastricht, via de A2). De tunnels in Roermond (Roertunnel & Tunnel Swalmen) zijn na een periode van periodieke sluitingen sinds december 2009 definitief geopend. De definitieve openstelling werd opgeluisterd door verkeersminister Camiel Eurlings. Roermondse notabelen wilden uit protest voor de trage oplevering geen gehoor geven aan de uitnodiging om aanwezig te zijn.

Parkeren in Roermond kan bij het Designer Outlet Center waar ruim 6600 parkeerplaatsen liggen. In de binnenstad wordt het gebruik van auto's zo veel mogelijk geluwd. Vanaf de singelring is een groot aantal parkeerterreinen te vinden.
Roermond beschikt begin 2017 over vijf openbare parkeergarages, waaronder de grootste van de Benelux.

### Trein

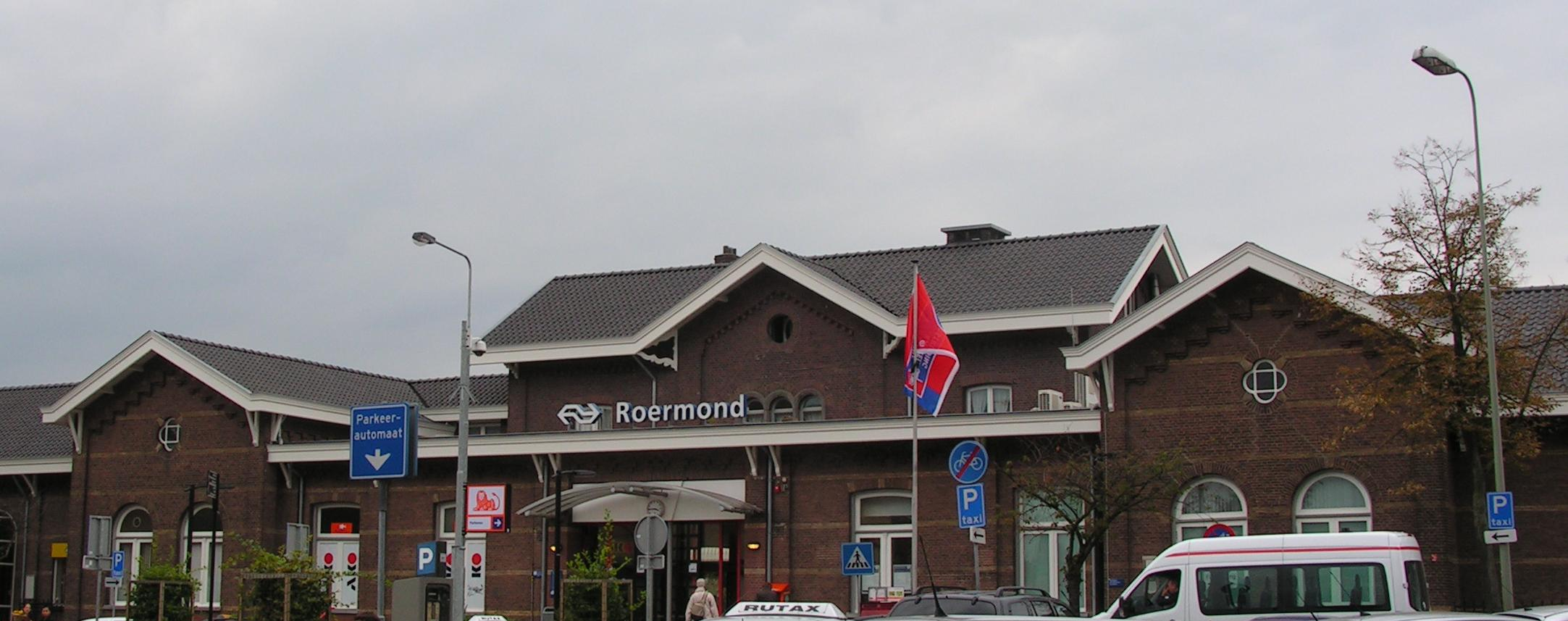
Voorzijde station Roermond.

Roermond heeft een treinstation. Station Roermond is gelegen aan de singelring, op loopafstand van de binnenstad en het winkelgebied. Vanaf het treinstation (dat wordt aangedaan door treinen van NS en Arriva) vertrekt iedere 15 minuten een intercity (richting Maastricht en Heerlen, Eindhoven - Utrecht - Amsterdam) en elk half uur een stoptrein (richting Sittard - Maastricht Randwyck en Venlo - Nijmegen).
Er bestaan plannen voor de heringebruikname van de goederenspoorlijn IJzeren Rijn en de (gedeeltelijke) verdubbeling en elektrificatie van de Maaslijn (Roermond - Venlo - Nijmegen). Als de IJzeren Rijn weer in gebruik wordt genomen, wordt de lijn om Roermond heen geleid, alvorens weer het historische traject te volgen (met ondertunneling van de Meinweg).

### Haven
De stad is gelegen aan de Maas en heeft een industriële rivierhaven en een jachthaven. De eerste dokhaven is aangelegd net voor de Tweede Wereldoorlog In 1968 is de haven flink uitgebreid met de Maashaven en is de jachthaven aangelegd.

### Bus
Roermond heeft diverse buslijnen, waar zowel stads- als streekbussen rijden. De stadsbussen rijden rijden op twee lijnen: van het station naar Kitskensberg en van het station naar Herten. De streekbussen rijden naar omliggende plaatsen in de regio, waaronder Weert, Venlo en Echt. Tot december 2006 werden de lijnen verzorgd door Hermes. Daarna heeft Veolia Transport deze taak overgenomen. Vervolgens heeft Arriva het stokje per 11 december 2016 overgenomen van Veolia Transport. Verder wordt er internationaal busvervoer aangeboden door Flixbus.

## Wijkindeling
Roermond is in onderstaande wijken (vetgedrukt) en buurten verdeeld:
- Centrum
  - Binnenstad
  - Roer/Roer-Zuid
  - Roerzicht-Voorstad
  - Roerdelta
  - Hammerveld
  - Maas/Maashaven
  - Nautisch Kwartier (gepland)
- Donderberg
  - Donderberg
  - Kastelenbuurt
  - Vliegeniersbuurt
  - Componistenbuurt
  - Planetenbuurt
- Roermond-Noord
  - Leeuwen
  - Brikkenoven
  - Tegelarijeveld-Broekhin
  - Tegelarijeveld-Oost
- Roermond-Oost
  - Hoogvonderen
- Roermond-Zuid
  - De Kemp
  - Kitskensberg
  - Kapel in 't Zand
  - Kaleidos (Gepland)
  - Parcje
- Roermond-West
  - Roermondse Veld
  - Vrijveld
- Maasniel
  - Kern Maasniel
  - De Wijher
- Herten
  - Herten
  - Ool
  - Oolderveste
  - Musschenberg
  - Merum
  - Molenveld
  - Aan de Rijksweg
- Swalmen
  - Swalmen
  - Asselt
  - Boukoul
  - Wieler
  - Einde
- Asenray
  - Asenray + Buitengebied
  - Moethagen-Hertenpael
- Bedrijventerreinen
  - Broekhin
  - Broekhin II (gepland)
  - Willem-Alexander/Schipperswal
  - Spickerhoven
  - Roerstreek-Noord
  - Roerstreek-Zuid
  - Stadsrand-Zuid
  - Stadsrand-Noord
  - Merum/Solvay
  - Reubenberg
  - Stadsrand-Noord

## Stedenbanden
- Mönchengladbach (Duitsland), sinds 1971
- Marktredwitz (Duitsland), sinds 2007. Daarvoor partnergemeente van de voormalige gemeente Swalmen
- Nepomuk (Tsjechië), sinds 2007. Daarvoor partnergemeente van de voormalige gemeente Swalmen

## Geboren in of verbonden met Roermond

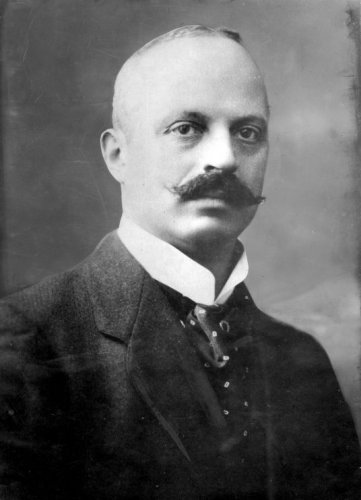
Charles Ruijs de Beerenbrouck, premier van Nederland (1918-1925 en 1929-1933)

- Dionysius de Karthuizer (1402-1471), zalige en mysticus
- Frans Balendong (1911-1998), glazenier en beeldhouwer
- Henricus Theodorus Edmundus Beel (1910-1996), hulpbisschop van Roermond (1965-1972) en titulair bisschop van Sucarda
- Louis Joseph Maria Beel (1902-1977), premier van Nederland (1946-1948 en 1958-1959)
- Joep Bertrams (1946), politiek tekenaar
- Frans Bolsius (1869-1951), politicus
- Mies Callenfels-Carsten (1893-1981), schilder en tekenaar
- Jo Cals (1914-1971), politicus (KVP); premier van Nederland (1965-1966)
- Alphons Castermans (1924-2008), Hulpbisschop van Roermond (1982-1997) en titulair Bisschop van Skálholt (IJsland)
- Annemarie Cox (1966), kanovaarster
- Theodorus Cox (1842-1915), beeldhouwer (gieter van het Christoffelbeeld)
- Petra Cremers (1957), kinderboekenschrijfster en journaliste
- Willem Crevels (1855-1916), beeldhouwer
- Eduard Cuypers (1859-1927), architect
- Joseph Cuypers (1861-1949), architect (zoon van Pierre)
- Pierre Cuypers (1827-1921), architect (vader van Joseph)
- Edmond Delhougne (jr.) (1932-2013), genealoog
- Lei Derichs (1922-2010), atleet
- Jan Frans van Douven (1656-1727), kunstschilder
- Josephus Drehmanns (1843-1913), bisschop van Roermond (1900-1913)
- Johannes Eekels (1917-2008), industrieel ontwerper en methodoloog (hoogleraar aan de TU Delft)
- Leonard de Fernelmont (1842-?), beeldhouwer
- Joseph Franssen (1893-1968), architect
- Jean Geelen (1852-1926), beeldhouwer
- Joannes Gijsen (1932–2013), bisschop van Roermond (1972-1993 en bisschop van Reykjavik (1996-2007), titulair bisschop van Maastricht
- Dyon Gijzen (1994), profvoetballer
- Harrie Gommans (1983), profvoetballer
- Marleen Gorris (1948), regisseur en scriptschrijfster (winnares Oscar 1996)
- Max Guillaume (1877–1944), componist, muziekpedagoog, dirigent en pianist
- Charles Guillon (1811-1873), notaris, politicus, archeoloog en verzamelaar van kunst en oudheden
- Mathilde Haan (1886-1974), apotheker en politicus, het eerste vrouwelijke raadslid in Nederland
- Geert Jan Hamilton (1952), bestuurder en griffier van de Eerste en de Tweede Kamer der Staten-Generaal
- Jo Hansen (1921-1984), animator van Limburgse cultuur, literator en dichter
- Leo Hendrikx (1923-2023), Engelandvaarder
- Filips Damiaan Lodewijk van Hoensbroeck (1724-1793), bisschop van Roermond (1775-1793)
- René Höppener (1903-1983) staatssecretaris en burgemeester van Roermond
- Lodewijk Imkamp (1949-2024), burgemeester
- Frederik van Iterson (1877-1957), hoogleraar werktuigbouwkunde en directeur van de Nederlandse Staatsmijnen
- Gerrit van Iterson (1878-1972), hoogleraar toegepaste botanie in Delft
- Paulus Jansen (1954), Tweede Kamerlid
- Pia de Jong (1961), schrijfster
- Claudy Jongstra (1963), kunstenares
- Stefanie Joosten (1988), model en actrice
- Ineke van Kessel (1948), afrikanist
- Erik Kessels (1966), journalist, medeoprichter en creatief directeur van het Amsterdamse communicatiebureau KesselsKramer.
- Jan Keunen (1954), em. hoogleraar en oud-senator
- Franciscus Bernardus Hubertus Michiels van Kessenich (1802-1881), Nederlands jonkheer, advocaat en politicus
- Juliana Cecilia Paulina Michiels van Kessenich (1901-1972), beeldend kunstenares
- Leo Ketelaars (1913-1992), zanger
- Joanne Klink (1918-2008), theologe en schrijfster
- Cor Lambregts (1958), atleet
- Mathieu Lauweriks (1864-1932), architect
- Henri Leeuw jr. (1861-1918), kunstschilder en beeldhouwer
- Oscar Leeuw (1866-1944), architect
- Janou Levels (2000), voetbalster
- Frans Lommen (1921-2005), kunstschilder en keramist
- Henry Luyten (1859-1945), kunstschilder
- Bernardus Manders (1962), acteur
- Pierre Massy (1900-1958), oud-voetballer
- Gerard Mesterom (1875-1960), glazenier
- Raja Moussaoui (1976), wethouder Roermond en voormalig miss Nederland
- Louis Motké (1918-1988), wielrenner
- Johannes Murmellius (1480-1517), humanist, pedagoog en neo-Latijns dichter
- Edmond Nicolas (1902-1976), schrijver en scheikundig ingenieur (broer van Joep)
- Joep Nicolas (1897-1972), glazenier, kunstschilder en tekenaar (broer van Edmond)
- Rachid Ofrany (1987), voetballer
- Suzanne Peters (1985), Schrijfster
- Maria Petrus Josephus Franciscus Petit (1777-1849), burgemeester van Roermond
- Peter Plasman (1952), strafrechtadvocaat
- Harry G.M. Prick (1925-2006), literatuurhistoricus en Van Deyssel-biograaf
- Louis Raemaekers (1869-1956), politiek tekenaar
- Gé Reinders (1953) zanger en liedschrijver
- Roger Reijners (1964), oud-voetballer en bondscoach Nederlands vrouwenelftal
- Jos van Rey (1945), politicus (onder andere Tweede Kamerlid 1982-1989 en 1991-1998 en Eerste Kamerlid 2011-2012)
- Jean den Rooijen (1866-1939), glazenier
- Gustave Louis Marie Hubert Ruijs de Beerenbrouck (1842-1926), minister van Justitie in het kabinet-Mackay (1888-1891) en gouverneur van Limburg (1893-1918)
- Charles Ruijs de Beerenbrouck (1873-1936), premier (1918-1925 en 1929-1933)
- Leo Rulkens (1883-1947), kunstschilder
- Richard Schoemaker (1886-1942, Sachsenhausen), hoogleraar (Technische Hogeschool Delft) en verzetsstrijder
- Piet Schoenmakers (1919-2009) beeldend kunstenaar
- Harrie Schreurs (1954), oud-voetballer
- Emile Seipgens (1837-1896), schrijver
- Teunkie van der Sluijs (1981), regisseur
- Harrie Smeets (1960-2023), bisschop van Roermond
- Iris Sommer (1970), psychiater, schrijver en hoogleraar psychiatrie
- Jean Speetjens (1858-1912), architect
- Timor Steffens (1987), danser (bij o.a. Michael Jackson en Madonna)
- Petra Stienen (1965), arabiste en politica (D66)
- Karin Straus (1971), politica
- Martin Pascal Hubert Strens (1807–1875), onder andere minister van Justitie
- Hubert Joseph Jean Lambert de Stuers (1788-1861), generaal en commandant van het Nederlands-Indisch leger
- François Vincent Henri Antoine de Stuers (1792-1881), commandant van het Nederlands-Indisch leger
- Pierre de Stuers (1783-1847), auditeur bij koning Lodewijk Napoleon Bonaparte
- Tof Thissen (1957), politicus (fractievoorzitter Eerste Kamer GroenLinks) en voorzitter KING
- Joep Thissen (1919-2010), beeldhouwer
- Jozef Thissen (1840-1920), beeldhouwer
- Henri Tijssen (1862-1926), Componist Limburgs volkslied
- Jo Turlings (1916-1981), architect en directeur van Gemeentewerken Roermond
- Joeri Verlinden (1988), olympisch zwemmer
- Rico Vonck (1987), darter
- Desiree Vranken (1997), paralympisch atlete
- Arnold Hendrik Theodoor Michiels van Verduynen (1774-1846) Voormalig burgemeester van Roermond
- Louis Michiels van Verduynen (1855-1929), Nederlands politicus
- Rogier Wassen (1976), tennisser
- Margriet Windhausen (1942), schilder-beeldhouwer
- Paul Windhausen (1903-1944), kunstschilder en verzetsstrijder
- Paul Windhausen (1892-1945), katholiek geestelijke en verzetsstrijder
- Fons Windhausen (1901-1973), Kunstschilder
- Ralph Wingens (1942-2014), acteur
- Samantha van Wissen (1970), danseres
- Jos Wong (1928-2009), beeldend kunstenaar
- Frans Wong (1923-2003), arts en activist
- Dolf Wong Lun Hing (1921-2017), beeldhouwer
- Jelle van Vucht (1996), youtuber

## Documentaire
In 2005 maakte Joost Seelen de filmdocumentaire Roermondse Adel. Hierin staat niet de adel van Roermond centraal, maar wordt een portret geschetst van de familie Fermont, een typisch Roermondse familie, die in het verleden tot de onderklasse van de stad behoorde.

## Nabijgelegen kernen
Herten, Melick, Herkenbosch, Asenray, Elmpt, Asselt, Boukoul, Leeuwen, Maasniel, Horn, Ool, Swalmen, Beesel